# Svenska kyrkan

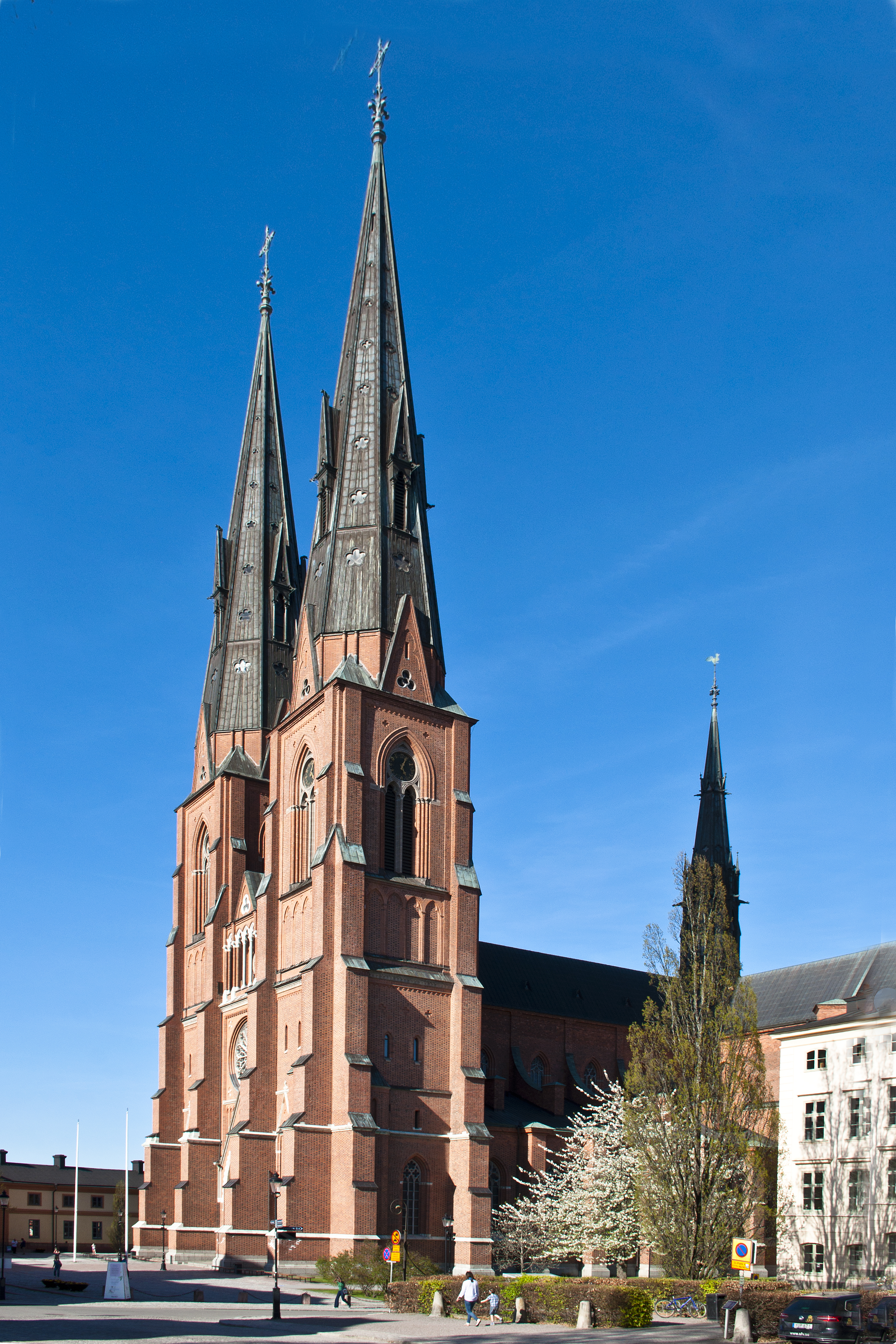
Uppsala domkyrka, Svenska kyrkans "rikshelgedom".

Svenska kyrkan är ett svenskt evangelisk-lutherskt kristet trossamfund (kyrka). Kyrkan har drygt 5,6 miljoner medlemmar (2021) och är därmed det största trossamfundet i Sverige, samt det största lutherska kyrkosamfundet i Europa. Från Gustav Vasas reformation 1536 var den statskyrka i Sverige. Svenska kyrkan blev ett självständig trossamfund i och med relationsförändringen med staten den 1 januari 2000.
Svenska kyrkan räknar sina historiska rötter till Sveriges kristnande, och var då en del av den Romersk-katolska kyrkan. Genom Reformationen på 1500-talet kom det som tidigare varit Uppsalas kyrkoprovins och som löd under påven att bli en nationell evangelisk-luthersk bekännelsekyrka under kungen. Central för reformationen i Sverige var Uppsala möte år 1593, där den svenska kyrkan anslöt sig till Augsburgska bekännelsen, kungen blev kyrkans beskyddare och katolsk, kalvinism och zwinglism förbjöds.
Den aktuella benämningen Svenska kyrkan blev officiell i och med dissenterlagarna 1860, då behovet av särskiljning uppstod när riksdagen beslutade att tillåta andra kristna kyrkor i Sverige. Inför separationen av kyrka och stat beslutade riksdagen 1998 om lagen om Svenska kyrkan, där det framgår att Svenska kyrkan är ett trossamfund som ska vara rikstäckande, evangeliskt-luthersk, och en folkkyrka.
Den 1 januari 2023 var kyrkan indelad i 1 288 församlingar i Sverige och 31 församlingar utomlands. Kyrkan har sitt säte i Uppsala. Svenska kyrkan är medlem i Lutherska världsförbundet.
Sedan den 4 december 2022 är Martin Modéus Svenska kyrkans ärkebiskop.

## Teologi och lära

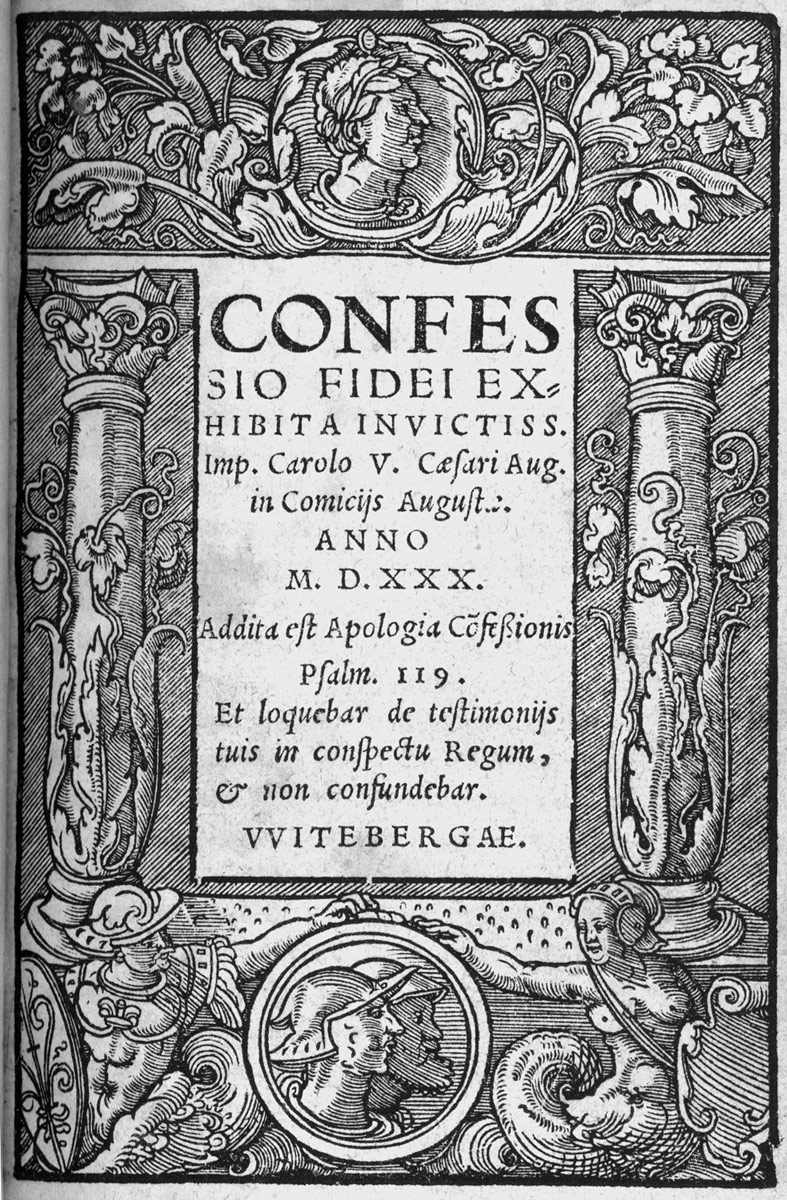
Titelsidan i den första utgåvan av Augsburgska bekännelsen, Wittenberg (1531).

Svenska kyrkan är ett kristet samfund som under reformationen under 1500-talet bröt gemenskapen med påven i Rom genom den kanoniska rättens avskaffande vid ett kyrkomöte i Uppsala 1536. Egen kyrkoordning tillkom 1571 och evangelisk-luthersk bekännelse antogs vid Uppsala möte 1593, inklusive Augsburgska bekännelsen, vars lutherska bekännelse de flesta lutherska samfund ansluter sig till. Uppsala möte gällde till 1686 års kyrkolag, som i sin tur gällde till 1992. Hädanefter stadgas Svenska kyrkans ”tro, bekännelse och lära” genom kyrkans grundläggande dokument och kyrkoordning:
Svenska kyrkans tro, bekännelse och lära, som gestaltas i gudstjänst och liv, är grundad i Guds heliga ord, såsom det är givet i Gamla och Nya testamentets profetiska och apostoliska skrifter, är sammanfattad i den apostoliska, den nicenska och den athanasianska trosbekännelsen samt i den oförändrade augsburgska bekännelsen av år 1530, är bejakad och erkänd i Uppsala mötes beslut år 1593, är förklarad och kommenterad i Konkordieboken samt i andra av Svenska kyrkan bejakade dokument.
De bekännelseskrifter som gäller för Svenska kyrkan är alltså: Bibeln, Apostoliska trosbekännelsen, Nicaenska trosbekännelsen, Athanasianska trosbekännelsen, Augsburgska bekännelsen (1530), Uppsala mötes beslut (1593), resten av Konkordieboken samt ”andra av Svenska kyrkan bejakade dokument”. Bland lokala rörelser ingår lågkyrklighet, gammalkyrklighet, högkyrklighet och læstadianism, med inflytande i stiftsstyrelser och kyrkomöte.

### Progressiv- och liberalteologi
Svenska kyrkan definierar sig själv som en teologiskt progressiv och öppen folkkyrka. I svensk lag anges bland annat att Svenska kyrkan ska vara ett evangeliskt-lutherskt trossamfund och en öppen folkkyrka som i samverkan mellan en demokratisk organisation och kyrkans ämbete ska bedriva en rikstäckande verksamhet. Detta är något som syns i Svenska kyrkans verksamhet på flera sätt. Sedan 1958 vigs kvinnliga präster, sedan 1994 prästvigs dessutom inte män som vägrar samarbete med prästvigda kvinnor och äktenskapet är könsneutralt i Svenska kyrkan sedan 2009. Under 1900-talet har Svenska kyrkan orienterat sig alltmer åt ekumenik, vilket påverkat församlingslivet. Ett starkt engagemang syns också för interreligiösa relationer, och ungefär hälften av Svenska kyrkans präster tror att kristendom och islam utgår ifrån samma Gud. Stor teologisk kraft ägnats åt en maktkritisk självkritik, i andan att undvika en återgång till rötterna som en överhetskyrka. I denna kritik har ingått bland annat en genusmedvetenhet. Feministisk teologi befrämjas, som bland annat bejakar Guds kvinnliga egenskaper med nedtoning av patriarkala Gudsbilder. Även rättigheter för HBTQ-personer har starkt stöd i kyrkans arbete. År 2021 skrev 943 präster och anställda inom Svenska kyrkan: "Vi ser att transexkluderande feminism använder en retorik som vi känner igen från radikala högerkristna grupper och högerpopulister (...) Vi sörjer en rättighetsrörelse som slår neråt. Du, jag, vi, alla behöver en bred solidarisk feminism som bekämpar trånga könsnormer." Kyrkan har också inspirerats av den latinamerikanska befrielseteologin. Svenska kyrkan arbetar aktivt för att öka kunskapen om relationen mellan naturvetenskap och religion. Liberalteologi anses ofta ha banat vägen för detta modernistiska tankesätt, med ärkebiskopen Nathan Söderblom som förgrundsgestalt. Andra liberalteologer inom Svenska kyrkan är exempelvis tidigare ärkebiskopar K.G. Hammar och Antje Jackelén.
Från kritiskt håll anklagas denna teologi för att bidra till sekulariseringen i kyrkan och i landet. Jackelén har avvisat denna anklagelse genom att peka på kyrkans historia och rötter, vilken visar kyrkofädernas sökande efter olika tolkningsmöjligheter. Annan kritik inkluderar Svenska kyrkan relation till politiska vänstern. Den kristna högern och partipolitik-motståndare menar att Socialdemokraterna har, i och med partiernas fortsatta intresse i kyrkoarenan, maktövertaget över Svenska kyrkan. Tanken är att Socialdemokraterna såg omöjligheten i att avskaffa kyrkan helt, och istället valde att påverka den inifrån till att bli en privatsak och få minimal samhällelig påverkan.

## Historik
Svenska kyrkan räknar sin historia till kristnandet av Sverige, från 1500-talets reformation under Gustav Vasas regeringsperiod till lagstadgad självbeteckning som evangelisk-luthersk statskyrka i Sverige vid Uppsala möte 1593 under riksföreståndare hertig Karl, och fram till nutid.
Kontinuiteten grundar sig på den evangeliska självförståelsen att samma kyrka har förvaltat sakramenten och förkunnat Guds ord sedan Sveriges kristnande.
Den medeltida kyrkan i Sverige utgjorde en provins, Ecclesia Suecana, med vissa särdrag. Bönder och stormän hade starkt inflytande över kyrkans styre och var till exempel med vid biskops- och prästval. Den kanoniska rätten samsades i svensk medeltid med landskapslagarnas kyrkobalkar.
Överlappande anspråk finns därför hos Svenska kyrkan som en kontinuerlig fortsättning på den katolska kyrkan i Sverige från medeltiden.

### Från 800-talet till 1500-talet

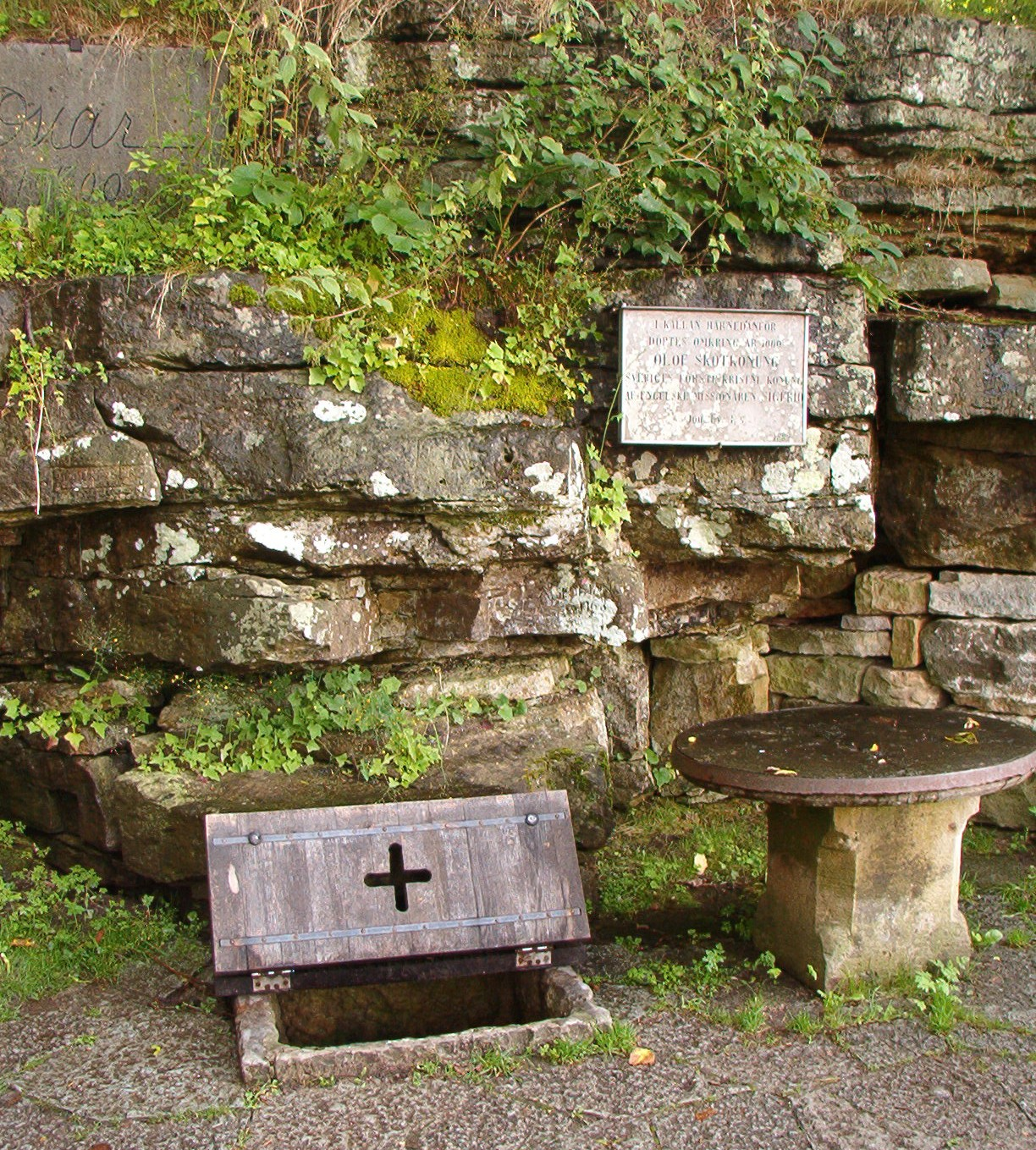
S:t Sigfrids källa vid Husaby kyrka, dit många åker i tron att det var platsen för Olof Skötkonungs dop.

Kristendomen infördes i Sverige genom romersk-katolska kyrkans missioner från Tysk-romerska riket och England alltsedan 800-talet, och fortsatte växa i betydelse under 900- och 1000-talen, även av människor som kommit i kontakt med kristendomen i andra länder.
Ansgar, som ibland kallats ”Nordens apostel”, kom till Birka omkring 830 och grundade vad man anser vara den första kristna församlingen i Sverige. Fynd av en kristen gravplats i området kring Varnhems klosterkyrka från 800-talet tyder dock på att kristendomen kan ha kommit ännu tidigare till Sverige.
Kung Olof Skötkonung döptes omkring år 1008. Den förste omnämnde biskopen i Sverige var Thurgot i Husaby som dog omkring år 1030. Enligt Adam av Bremen fick Olof Skötkonung ett ultimatum vid tinget i Uppsala om, att respektera den gamla tron och blotet vid templet i Uppsala mot att han valde ett landskap som fick bli kristet; han valde Västergötland och i samarbete med ärkestiftet Hamburg-Bremen, som var ansvarigt ärkebiskopssäte för missionen i Norden, bildades Skara stift, vars förste biskop vigdes 1014. Det dröjde till 1164 innan Sverige blev egen kyrkoprovins med egen ärkebiskop i Uppsala. Den svenska provinsen var dock fortfarande formellt underställd Lund och förblev så fram till reformationen.
Under 1100- och 1200-talen etablerade sig flera olika klosterordnar i Sverige: Alvastra, Nydala och Varnhems kloster grundas av cistercienserna och dominikaner och franciskaner öppnade konvent i bland annat Visby och Skara. Heliga Birgittas uppenbarelser fick stor betydelse både andligt och politiskt över hela Europa. Hon lyckades med tiden utverka tillstånd av påven för att grunda Den helige Frälsarens orden, vilket ledde till klosterbygge i Vadstena efter hennes död.

### Reformationen
Vid riksdagen i Västerås 1527 gavs kungen makt att dra in kyrkliga egendomar, och reformkatolska ideal möjliggjorde även lutherska teologers verksamhet.
Den ledande teologen bland reformatorerna i Sverige blev Olaus Petri, predikant i Storkyrkan i Stockholm. Redan år 1525 tog han steget att gifta sig. Tillsammans med en rad okända översättare skapade Laurentius Andreæ och Olaus Petri en svensk bibeltext som vilade på Luthers tyska och Erasmus av Rotterdams latinska bibelöversättning. År 1526 utgavs Nya testamentet på svenska, och 1529 en svenskspråkig kyrkohandbok med gudstjänstordningar för dop, vigselgudstjänst, kyrktagning, de sjukas smörjelse, begravningsgudstjänst och bikt av dödsdömda. 1531 publicerade han Den svenska mässan.
Relationen till kyrkan i Rom skakades år 1530 då Gustav Vasa utsåg Laurentius Petri (Olaus yngre bror) till ärkebiskop av Uppsala utan påvlig bekräftelse. Kyrkan i Sverige bröt definitivt med påven och Katolska kyrkan i Sverige upplöstes när den kanoniska rätten avskaffades 1536.
Fram till 1535 kan Gustav Vasas kyrkopolitik karaktäriseras som reformkatolsk. Mellan 1539 och 1543 orienterade han sig mot de tyska kyrkornas mönster, bland annat under inflytande av Conrad von Pyhy, och bröderna Petri föll i onåd. Olaus Petri dömdes till döden 1540, men benådades. En inhemsk bekännelseskrift och kyrkoordning sammanställdes av Laurentius Petri 1571, och antogs vid ett kyrkomöte i Uppsala 1572: Den Svenska Kyrkoordningen.
Erik XIV:s bror kung Johan III föredrog reformkatolicismen, och försökte därför erhålla påvens tillåtelse att Svenska kyrkan vid en eventuell återförening skulle kunna behålla gifta präster, gudstjänst på folkspråket, kommunion under båda gestalterna, samt en teologi baserad på kyrkofäderna snarare än på Tridentinska mötet. Dessa förhandlingar strandade. Däremot genomdrev Johan III ett tillägg till Den Svenska Kyrkoordningen, den så kallade Nova Ordinantia 1575 och en ny gudstjänstordning, den så kallade Röda boken 1576. I hertig Karls hertigdöme (Mariestads superintendentur) kom dessa böcker inte i bruk, och prästerskapet i hans landskap tog intryck av lutheranerna i norra Tyskland. Vid Uppsala möte 1593 antogs Augsburgska bekännelsen som rikets lära, och man beslutade sig för att återgå till Den Svenska Kyrkoordningen. De tre trosbekännelserna från den tidiga kyrkan behölls. Svenska kyrkan blev så ett evangelisk-lutherskt trossamfund, och katolska präster tvingades konvertera eller lämna landet.
Under 1600-talet präglades Svenska kyrkan av luthersk ortodoxi, och från och med 1680-talet allt starkare band till statsmakten. Diakonvigningar föll ur bruk på 1660-talet, och samtidigt föll biskopens konfirmation av katekesungdomen ur bruk. Under 1600-talet och början av 1700-talet blev Sverige mottagarland från religiösa flyktingar från katolska länder, till exempel efter hugenotternas fördrivning ur Frankrike när Ediktet i Nantes upphävdes 1685.
Vid samma tid som flera katolska länder började bli mera öppna för evangeliska kyrkor, till exempel Österrike (Frankrike och Italien senare), infördes toleransediktet 1781, främst riktat mot judar och katoliker.
Ärkebiskop Nathan Söderblom menade att Svenska kyrkan har bevarat mycket av det katolska arvet och därmed är en evangelisk-katolsk kyrka.

### Den östra delen av Svenska kyrkan gick förlorad
Sverige förlorade Finland år 1809. Då gick också det östra stiftet, Åbo stift, förlorat. Härnösands stift förlorade också de delar som fanns öster om Torne älv. Ur det utvidgade Åbo stift växte den Evangelisk-lutherska kyrkan i Finland sedan fram. Detta är orsakerna till att t.ex. kyrkoårets texter länge varit de samma i Sverige och Finland eller att många psalmer är gemensamma om än ibland med något olika ord. 

### Väckelserörelserna och förändrad roll
Under 1600-talets senare hälft, 1700-talet och tidigt 1800-tal nådde flera väckelser Sverige. Först pietismen i olika former, som nådde Sverige under 1600-talets senare hälft. Senare herrnhutismen (Evangeliska brödraförsamlingen har funnits i Stockholm sedan 1744). Väckelserörelserna gav upphov till inomkyrkliga lågkyrkliga rörelser såsom Læstadianismen 1844, den nyevangeliskt inriktade Evangeliska fosterlandsstiftelsen (EFS) 1856, folkkyrkodrivande ungkyrkorörelsen 1901 och den mer sentida karismatiskt inriktade Oasrörelsen 1989.

#### Religionsfrihet
Emellertid ledde inte sällan väckelserna till konflikter med de lutherskt ortodoxa och enhetssamhället, varpå konventikelplakatet infördes 1726, med konsekvens att radikalpietister och utländska missionärer, bland annat för metodismen (som börjat nå Sverige 1830), utvisades ur landet. Stugmöten utan prästs medverkan förbjöds, med undantag för 1800-talets byabön ledd av bonde som var bönpräst i nykolonialiserad norrländsk glesbygd. Många norrländska bönpräster blev sedermera lekmannapredikanter eller ordförande i EFS-föreningar, och byabönen fick betydelse för norrländsk väckelse. Under 1800-talet började det lutherska enhetssamhället dominans att brytas sönder. Bildandet av frikyrkoförsamlingar tog sin början 1848 då Sveriges första baptistförsamling grundades. Baptister kunde förlora sin anställning, det förekom stenkastning vid de första baptistiska dopförrättningarna och baptisternas barn tvångsdöptes ibland av Svenska kyrkan. Konventikelplakatets avskaffande 1858 ledde till mildrad religionslagstiftning och möjlighet för svenska medborgare att tillhöra andra trossamfund än Svenska kyrkan, något som tidigare varit möjligt enbart för utlänningar under Gustav III. Det dröjde sedan ända till 1951, då Lagen om religionsfrihet infördes, innan man kunde gå ur Svenska kyrkan utan att gå med i ett annat religiöst samfund som var godkänt av staten. Svenska kyrkan förlorade folkbokföringsuppdraget 1991 och dopet blev medlemsgrundande 1996.

#### Folkkyrkan
Detta mönster av sönderbrytning inom Svenska kyrkan under 1800-talet fick en reaktion under början av 1900-talet genom olika folkkyrkoteologier. Det mest inflytelserika exemplet är Olof Holmströms praktisk-teologiskt grundade folkkyrkoprogram tillkommet från 1880-talets mitt. Detta folkkyrkoprogram fick sitt utflöde i Svenska kyrkan bland annat genom föreningen Kyrkans vänner, Allmänna svenska prästföreningen och Svenska kyrkans diakonistyrelse och utgör en bakgrund till den mer kända och omskrivna ungkyrkorörelsen som drevs av förgrundsgestalterna ärkebiskop Nathan Söderblom, biskop Einar Billing, biskop J.A. Eklund och uppsalastudenten Manfred Björkquist. Rörelsen kom som gensvar på uppkomsten av frikyrkliga väckelserörelser, samt socialdemokratins krav att avskaffa statskyrkan. Ungkyrkorörelsens mål var att ena det svenska folket under en och samma folkkyrka, en öppen kyrka som rymde alla och på så vis kunde skapa en gemenskap över samhällsgränserna. med mottot ”Sveriges folk – ett Guds folk” och med signaturpsalmen "Fädernas kyrka". Rörelsen genomförde så kallade studentkorståg 1909–1911 runtom i Sverige, och var starkt betingad i Uppsala Kristliga Studentförbund som grundades 1901. Ungkyrkorörelsen bidrog till ett nytt framtidshopp för Svenska kyrkan. Senare forskning har ifrågasatt ungkyrkorörelsens - och särskilt studentkorstågens - inflytande och egenart och menat att den ska ses i ett kontinuitetsperspektiv med församlingsrörelsen i Svenska kyrkan i det utgående 1800-talet och tidiga 1900-talet. Folkkyrkotanken blev - åtminstone på ett retoriskt plan - sedermera den värdegrund som Svenska kyrkan antog.

#### Högkyrklighet
Högkyrkliga rörelser i olika former har traditionellt varit starka inom Svenska kyrkan, jämfört med andra lutherska samfund. Medan det är inkorrekt att sätta likhetstecken mellan högkyrklighet och Oxfordrörelsen eller Kyrklig förnyelse sä är även dessa sammanhang onekligen delar av högkyrkligheten. Grunden för detta är att såväl gammalkyrkligheten och den svenskkyrkliga grenen av Luthersk ortodoxi har kallats för luthersk högkyrklighet. Den nya högkyrkligheten, även kallad nylutheranism ("Lundahögkyrklighet"), uppstod i Lund omkring Anton Niklas Sundberg, Ebbe Gustav Bring och Wilhelm Flensburg. Dessa satte kyrkan i förgrunden för frälsningen, framför tron och Ordet. Samma rörelse förekom i Tyskland runt Vilmar, Löhe och Kliefoth. De båda sistnämnda är idag stora inspirationskällor för den amerikanska Missourisynoden bland annat i deras förståelse av ämbetet.
Uddo Lechard Ullmans arbete med den nya kyrkohandboken 1894 blev viktigt för den liturgiska förnyelsen. 
Ungkyrkorörelsen, som framför allt blomstrade under 1910-talet, splittrades under mellankrigstiden i folkkyrklighet och ett nyare slags högkyrklighet. Från ungkyrkorörelsen tog båda rörelserna emellertid med sig element av nationalromantik, som i högkyrkliga miljöer tog sig uttryck i samhörighetskänsla med bland annat S:t Ansgar och heliga Birgitta. Under mellankrigstiden gjorde nya rön inom akademisk bibelvetenskap och den ekumeniska dialogen inom Faith and Order-kommittén att en ny syn på kyrkan som synlig gemenskap – den nya kyrkosynen – växte fram i Svenska kyrkan, främst inom högkyrkliga miljöer. Svenska kyrkan trädde i interkommunion med Engelska kyrkan 1922, vilket ledde till teologisk stimulans mellan de båda trossamfunden, inte minst i högkyrkliga miljöer. Liksom det fanns mer än ett slags folkkyrklighet, fanns och finns mer än ett slags högkyrklighet.
Genom högkyrkligheten har Svenska kyrkan återinfört symboler i kyrkorummet som under 1800-talet försvann, som ljus på altaret, liturgiska kläder, processioner, och större hänsyn till kyrkoåret. I högkyrkligheten startade också den "nattvardsväckelse" som under 1900-talet uppstått i Svenska kyrkan. Banbrytare här var kyrkoherden teol. dr. Gunnar Rosendal (kallad Fader Gunnar) i Osby genom sina böcker om Kyrklig förnyelse. Hans praxis och hans bok om nattvarden (Vår Herres Jesu Kristi lekamens och blods sakrament) fick tillsammans med ärkebiskop Yngve Brilioths bok om nattvarden (Nattvarden i evangeliskt gudstjänstliv) stort inflytande på utvecklingen. Högkyrklighetens historia rymmer dessutom många framträdande kvinnor, såsom Mary von Rosen, syster Marianne, Anna Greek och Berit Simonsson.
Den svenskkyrkliga högkyrkligheten har under andra halvan av 1900-talet utvecklats i flera riktningar. Dels en som betonar samhörigheten med den romersk-katolska kyrkan, dels en som behållit den ursprungliga bekännelsetrogna linjen som bland andra Gustaf Adolf Danell och Gunnar Rosendal företrädde. Vilken av dessa riktningar som är "den äkta högkyrkligheten" i Sverige är inte möjligt att säga. Därmed kan inte företrädare eller uttryck för den ena eller andra riktningen betraktas som normativ för "högkyrklighet".
Det tidvis upphettade debattklimatet grumlade det faktum att den högkyrkliga så kallade "nya kyrkosynen" hade genomslag även utanför de kretsar som själva betraktade sig (eller av sina kritiker betraktades) som "högkyrkliga". Till den nya kyrkosynens vidare kretsar hörde bland andra Yngve Brilioth, Gustaf Aulén, Margit Sahlin, Olov Hartman, Bertil Werkström, Krister Stendahl och Birger Gerhardsson.
Inom den organiserade, självbetecknade högkyrkligheten inom Svenska kyrkan kan regionala skillnader urskiljas. Medan sydsvensk högkyrklighet, i synnerhet efter Kyrkornas Världsråds möte i Uppsala 1968, präglats av starkt engagemang för internationell diakoni, pastoralteologisk reflektion och vänsterorienterade värderingar i samhällsfrågor, har mellansvensk högkyrklighet präglats av en medeltidsromantisk syn på gudstjänstliv och högerorienterade värderingar i samhällsfrågor. Några delar av högkyrkligheten har varit konservativa, medan andra delar uttryckligen bejakat ordination av kvinnor och samkönade vigslar.

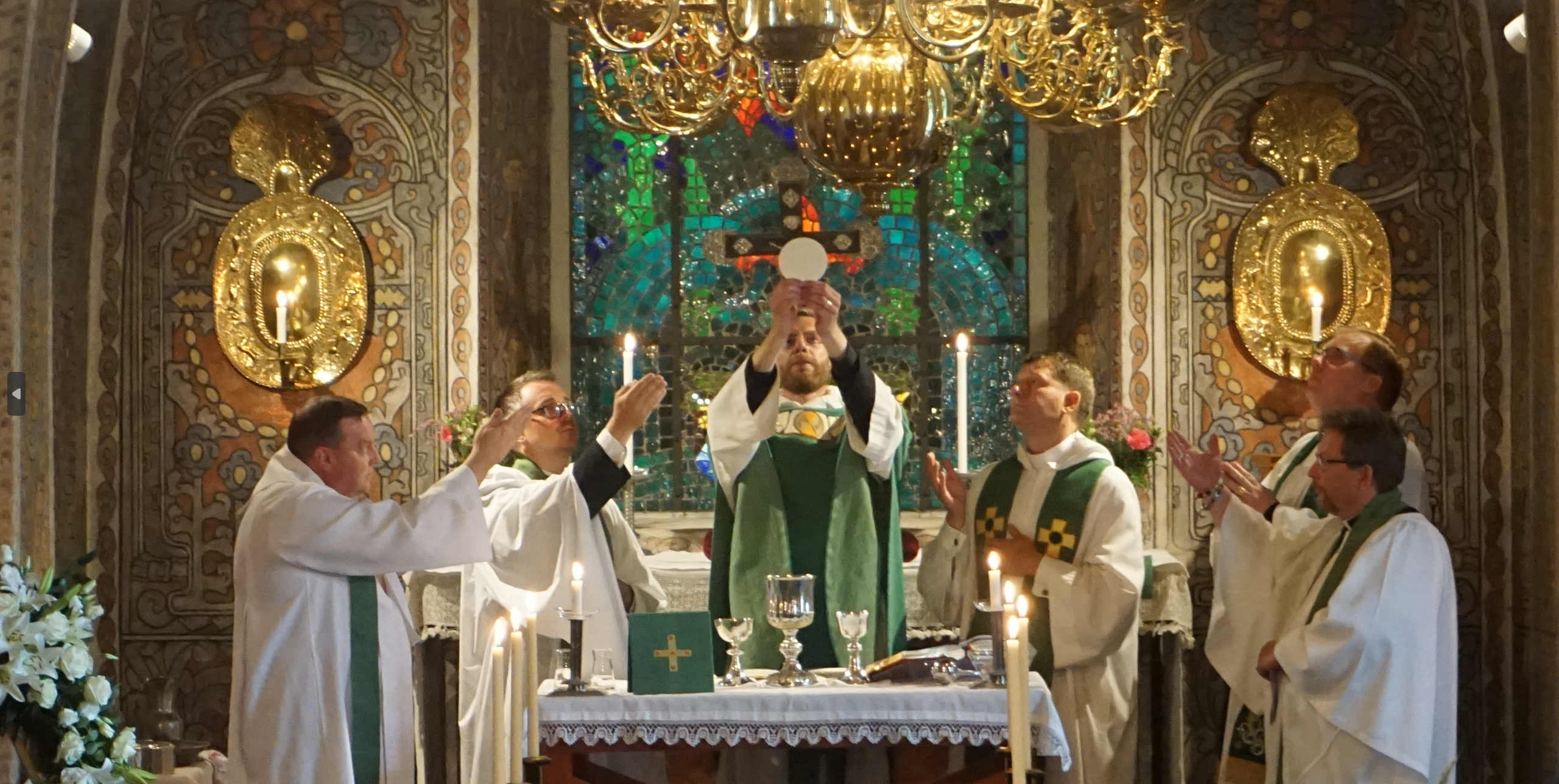
Instiftelse/konsekration samt upphöjning/elevation av nattvardsbrödet under en högmässa med högkyrklig profil.

Viktiga personer inom svenskkyrklig högkyrklighet är Bertil Gärtner, Bo Giertz, Bo Brander, Albert Lysander, Dag Sandahl, Syster Marianne, Gunnar Rosendal och Gustaf Adolf Danell.

### 2000-talet
Den 1 januari 2000 ändrades relationerna mellan kyrka och stat. Kyrkan blev då relativt fristående från svenska staten. Svenska kyrkan omnämns dock uttryckligen i 8 kap. 2 § regeringsformen, där det stadgas att föreskrifter ska meddelas genom lag om de avser grunderna för Svenska kyrkan som trossamfund. Lagen om Svenska kyrkan reglerar bland annat att Svenska kyrkan ska vara evangelisk-luthersk, rikstäckande och demokratisk. 

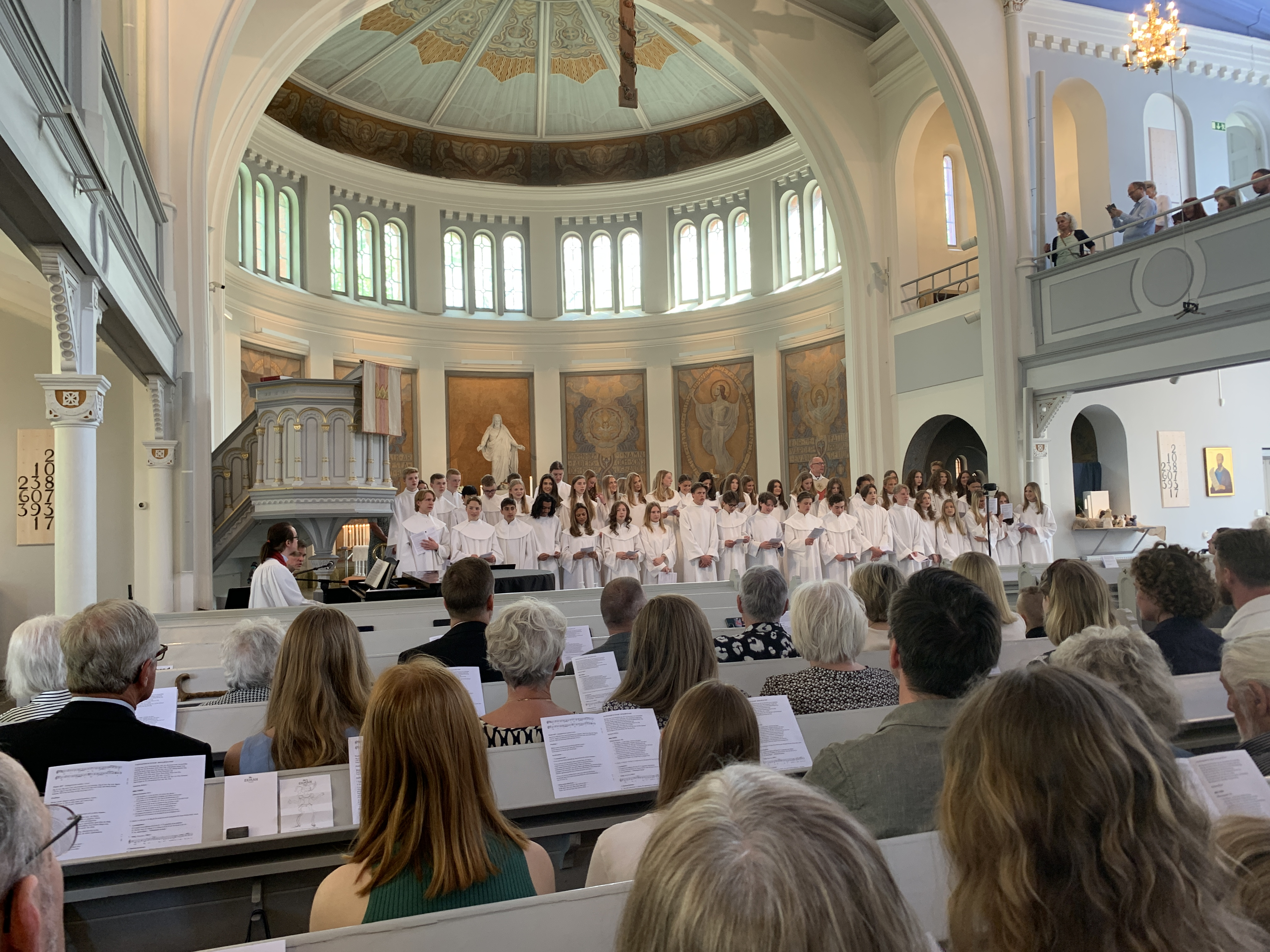
Konfirmation i Sankt Pauli kyrka i Göteborg den 14 maj 2023.

Den partipolitiska dominansen har dock kvarstått i kyrkomötet. I samtliga kyrkoval 2001–2021 har de nomineringsgrupper som tillhör, är närstående eller har sitt ursprung i ett borgerligt politiskt parti fullständigt dominerat kyrkans högsta beslutsfattande organ med 180–210 av de 251 mandaten. 
Flera av de politiska partierna har stegvis fortsatt skilsmässan, genom att bilda separata organisationer för det kyrkopolitiska arbetet. I kyrkovalet 2005 ställde nomineringsgrupperna Folkpartister i Svenska kyrkan, Kristdemokrater i Svenska kyrkan och Vänstern i Svenska kyrkan upp till val. Inför kyrkovalet 2013 beslutade Moderaterna att inte längre delta, och i stället bildades Borgerligt Alternativ som en allmänborgerlig nomineringsgrupp. Inför 2024 förväntas den kristdemokratiska gruppen gå upp i Borgerligt Alternativ, som byter namn till Borgerlig kristen samverkan, medan Miljöpartister i Svenska kyrkan byter namn till De Gröna i Svenska kyrkan. Parallellt har nomineringsgrupper som Partipolitiskt obundna i Svenska kyrkan, Gabriel, Frimodig kyrka, Öppen kyrka och flera lokala nomineringsgrupper etablerat sig. 
Störst skillnad åstadkom de ändrade relationerna på lokalplanet. Kyrkoförsamlingen, socknen, var länge den enda lokala samhälleliga organisationen. Först 1864 delades församlingen i två delar, en borgerlig kommun och en kyrklig kommun. Att församlingarna fick ställning som kommun kom att innebära betydande begränsningar för vad de tilläts göra. Relationsförändringen år 2000 innebar att församlingarna upphörde att vara kommuner; därmed försvann också de tidigare restriktionerna. 
Den 27 oktober 2005 beslutade Kyrkomötet att välsignelsehandling för registrerat partnerskap skulle utarbetas för Svenska kyrkan, som en av de första kyrkorna i världen. Den 22 oktober 2009 beslutade Kyrkomötet om en ändring i Kyrkoordningen avseende vigseln av par av samma kön. Därigenom tillåts numera samkönade äktenskap i Svenska kyrkan.
Den 29 april 2022 inledde Svenska kommunalarbetareförbundet arbetsrättsliga stridsåtgärder mot Svenska kyrkan, med anledning av att arbetsgivarparten sagt nej till medlarnas bud i en pågående kollektivavtalsförhandling. Omkring 500 av förbundets anställda inom Svenska kyrkan togs ut i strejk och 5 000 i övertidsblockad. Strejken berörde framför allt kyrkvaktmästare, krematoriearbetare och lokalvårdare, och det var första gången som Svenska kyrkans medarbetare gick ut i strejk. Samtidigt varslade Akademikerförbundet SSR om strejk och övertidsblockad med början den 11 maj. Den 3 maj hade dock parterna enats och samtliga stridsåtgärder blåstes av.

### Försvagad ställning
Från att anslutningsgraden i början av 1970-talet låg på cirka 95% av Sveriges befolkning, låg den år 2024 på 51,4%. Svenska kyrkans konfirmationsstatistik visar att drygt 21,5 procent av alla 15-åringar konfirmerade sig år 2024. Detta är en kraftig minskning från 51 procent av 15-åringarna 1995 och hela 80 procent år 1970. Sedan millennieskiftet har också antalet dop minskat stadigt, från 72,8% år 2000 till 35% år 2024.

## Organisation

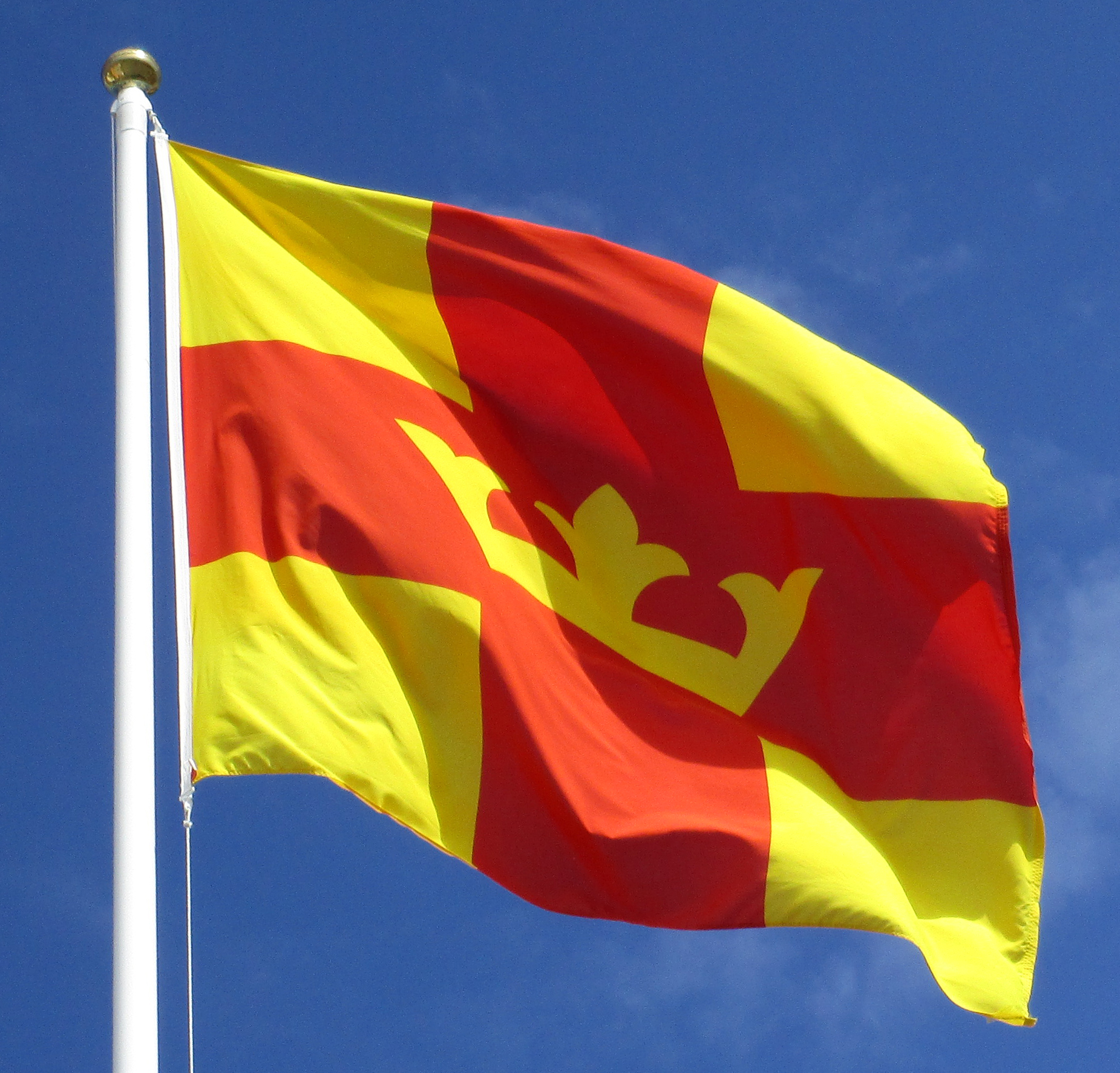
Svenska kyrkans flagga.

Svenska kyrkans organisation regleras sedan 2000 huvudsakligen i kyrkoordningen. Viss lagstiftning finns dock kvar, huvudsakligen rörande begravningsverksamheten och vissa andra frågor i lagen om Svenska kyrkan. Även lagen om trossamfund reglerar vissa aspekter av Svenska kyrkans, liksom Sveriges statsbidragsberättigade trossamfund.
Organisatoriskt är Svenska kyrkan uppdelad på nationell, regional och lokal nivå. Lagen om Svenska kyrkan föreskriver rikstäckande verksamhet. Ärkebiskopsämbetet och kyrkans nationella kansli, Kyrkokansliet, finns i Kyrkans hus i Uppsala.

### Nationell nivå

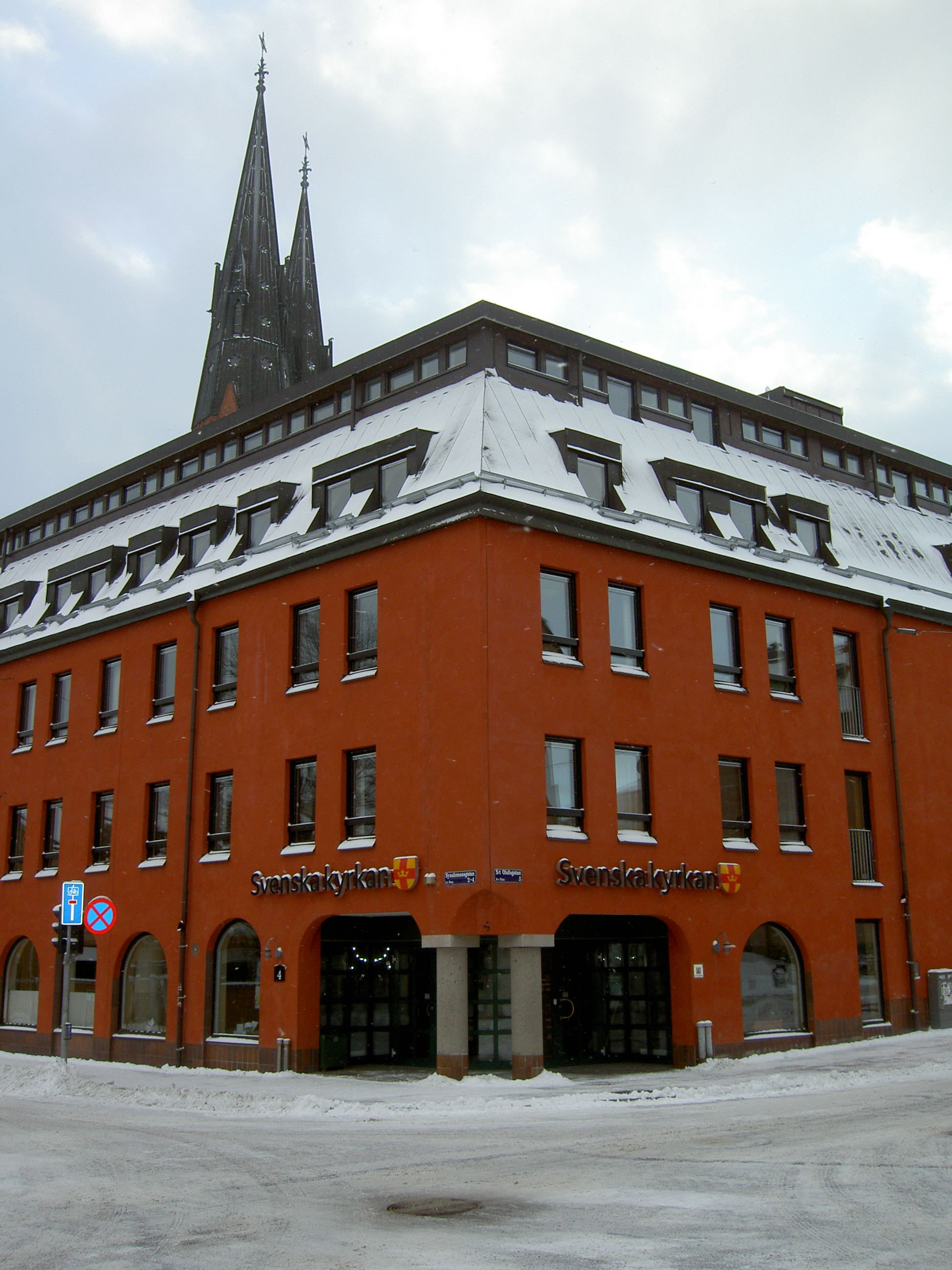
Kyrkans hus i Uppsala där Kyrkokansliet med bland annat ärkebiskopsämbetet finns. Ovanför sticker Uppsala domkyrkas tornspiror upp bakom byggnaden.

Den nationella nivån ansvarar för "inomkyrklig normgivning", vilket bland annat kommer till uttryck i beslut om kyrkans tro, bekännelse och lära, vilka böcker kyrkan använder (psalmbok, evangelibok, kyrkohandbok med flera) samt regler för gudstjänstfirande, sakramentsförvaltning och övriga kyrkliga handlingar. Här ingår även gemensamma utbildningsfrågor (till exempel präst-, diakon- och musikerutbildningarna), ekumenik, överprövning av vissa lokala och regionala beslut samt alla aspekter av internationell verksamhet. Den nationella nivån företräder också kyrkan, till exempel i media, rättsligt och gentemot andra delar av samhället.

#### Kyrkomötet
Kyrkomötet är kyrkans högsta beslutande organ. Det består av 251 ledamöter som väljs genom listval vart fjärde år. Listorna benämns nomineringsgrupper, och kan liknas vid partier i allmänna val. Det är kyrkomötet som beslutar om kyrkoordningen. Kyrkomötet får dock inte besluta om frågor som åligger församlingarna eller stiften. Återkommande kritik framförs över att kyrkomötet och kyrkostyrelsen i stor utsträckning utgörs av förtroendevalda som representerar de politiska partiernas intressen mer än kyrkans.

#### Kyrkostyrelsen
Kyrkostyrelsen leder och samordnar förvaltningen av kyrkans nationella nivå. Kyrkostyrelsen utses av kyrkomötet, förutom ärkebiskopen som är självskriven ledamot och kyrkostyrelsens ordförande. Kyrkostyrelsen har ett särskilt ansvar för att företräda Svenska kyrkan.

#### Ärkebiskopsämbetet
Sedan den 4 december 2022 är Martin Modéus Svenska kyrkans ärkebiskop. Ärkebiskopen är den som viger biskopar till tjänst inom ett stift i Svenska kyrkan. Ärkebiskopen väljs genom ledamöterna i kyrkostyrelsen och av ledamöterna i stiftens domkapitel och stiftsstyrelser. Präster och diakoner i Uppsala stift har rösträtt, eftersom ärkebiskopen blir biskop i Uppsala stift. Senaste gången ett sådant val genomfördes var ärkebiskopsvalet 2022 då Martin Modéus valdes. Innan kyrkan skildes från staten år 2000, utsåg Sveriges regering en av de tre kandidater som kyrkan föreslagit, till ärkebiskop.

#### Biskopsmötet
Biskopsmötet består av stiftens biskopar, och leds av ärkebiskopen. Biskopsmötet samråder kring frågor om hur uppdraget som biskop ska bedrivas och tillsyn över biskoparna. Kyrkostyrelsen måste begära in yttranden från biskopsmötet i alla teologiska eller ekumeniska frågor av större vikt. När kyrkomötet beslutar i lärofrågor kan biskoparna även besluta att en särskild beslutsordning ska tillämpas. Då krävs dels att beslutet fattas två gånger med mellanliggande val, dels förnyad beredning av kyrkans läronämnd och dels att det andra beslutet fattas med minst tre fjärdedelars majoritet.

#### Övriga organ och kyrkokansliet
Till den nationella nivån hör även rådet för Svenska kyrkan i utlandet, ansvarsnämnden för biskopar, valprövningsnämnden, överklagandenämnden, arvodesnämnden och eventuella andra råd som kyrkostyrelsen tillsatt samt Svenska kyrkans läronämnd.
De beslut som fattas på den nationella nivån bereds och verkställs av kyrkokansliet, med cirka 500 anställda. Verksamheten organiseras i elva avdelningar:

- Avdelningen för fastigheter, kulturarv och service
- Avdelningen för gemensamma funktioner
- Avdelningen för kyrkoliv
- Avdelningen för Svenska kyrkan i utlandet
- Ekonomi- och finansavdelningen
- Internationella avdelningen
- Kommunikationsavdelningen
- Ledningsavdelningen
- Personalavdelningen
- Rättsavdelningen
- Utbildningsinstitutet

### Regional nivå
Regionalt är Svenska kyrkan indelad i tretton stift, med vardera en biskop och en domkyrka; i Uppsala stift finns dock ärkebiskopen och biskopen i Uppsala stift, vilket gör att det total finns 14 biskopar.
Stiftet är en biskops tjänstgöringsområde och har som uppgift att främja och ha tillsyn över församlingarnas grundläggande uppdrag att fira gudstjänst, bedriva undervisning och utöva diakoni och mission.[källa behövs]
Stiften leds av stiftsfullmäktige och en stiftsstyrelse tillsammans med biskop och domkapitel, som har särskild tillsyn över stiftets församlingar, präster och diakoner. Biskopen är ordförande i stiftsstyrelsen och domkapitlet. Uppsala stift har två biskopar, varav en är ärkebiskop. Ärkebiskopen är inte överordnad övriga biskopar, men är ordförande i Biskopsmötet. Ärkebiskopen beskrivs sedan gammalt som primus inter pares, det vill säga den främste bland likar.
Under Gustav Vasas tid som kung konfiskerades stora delar av kyrkans egendomar. Motsvarande skedde inte i Danmark. Av den anledningen besitter Lunds stift nästan lika stora egendomar som övriga tolv stift gör tillsammans.

### Kontrakt – mellan lokal och regional nivå
Som en länk mellan församlingar och stift utser stiftets biskop, efter en rådgivande omröstning bland berörda präster, kontraktsprost. Vanligen men inte nödvändigtvis är kontraktsprosten en av kyrkoherdarna. Kontraktsprostens tjänstgöringsområde utgörs av ett geografiskt område som benämns kontrakt. Den enda obligatoriska uppgift som åligger kontraktet är att vara valdistrikt vid stiftsfullmäktigeval och biskopsval.

### Lokal nivå

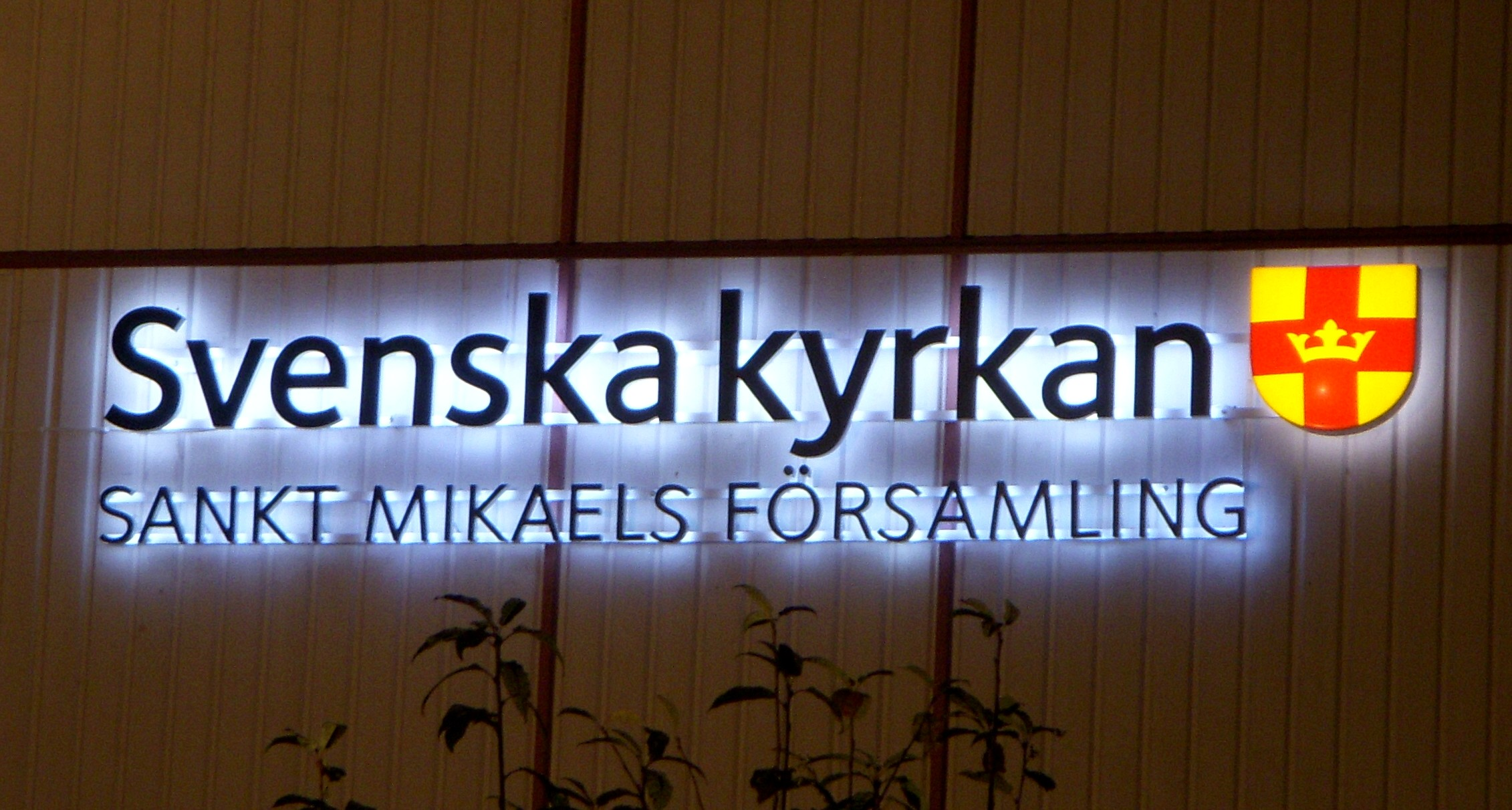
Text på Segeltorps kyrka i Stockholms stift (2010).

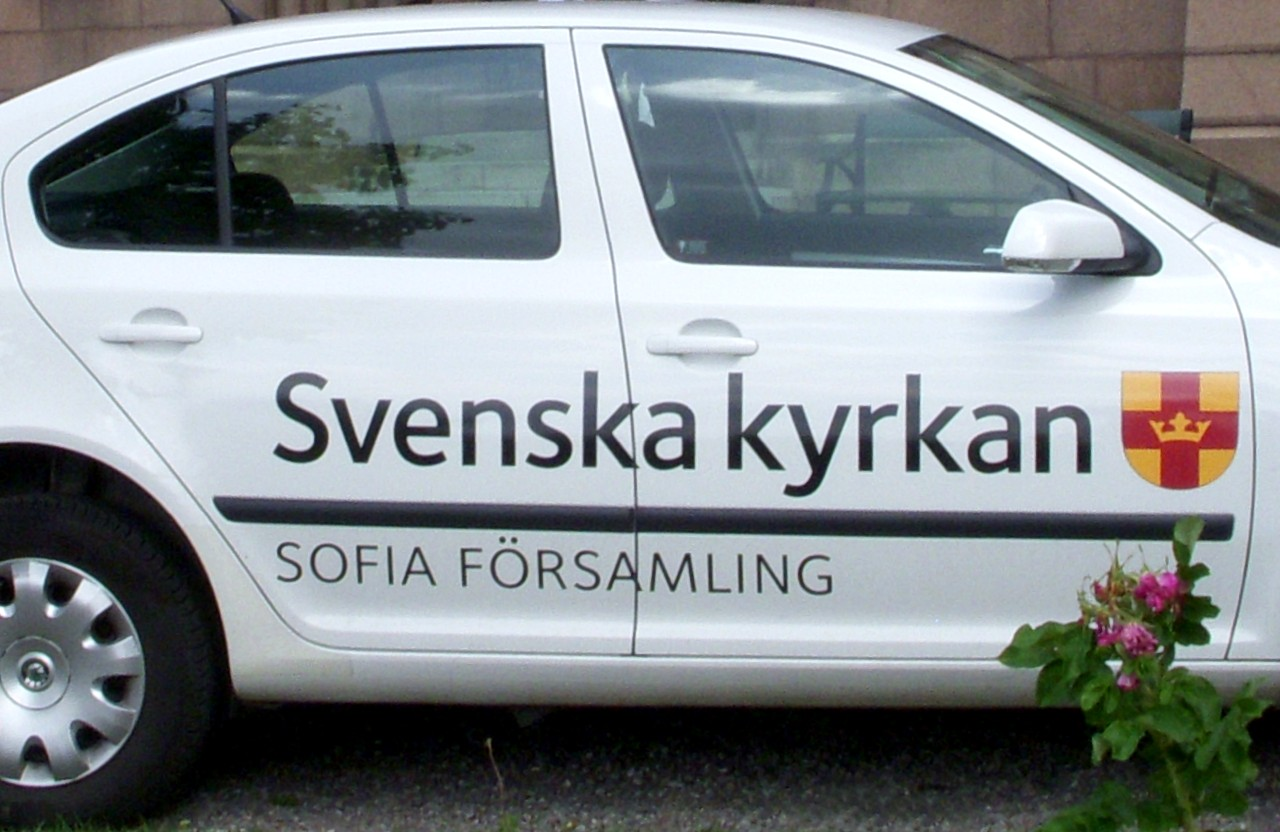
En bil tillhörande Sofia församling i Stockholm (2011).

På lokal nivå är Svenska kyrkan indelad i församlingar. Till skillnad från frikyrkorna är Svenska kyrkans församlingar territoriella, vilket innebär att församlingarna har geografiska gränser, man är alltså medlem i den församling inom vilkens gränser man är folkbokförd. Svenska kyrkans församlingar användes även inom folkbokföringen fram till 1 januari 2016, då Sverige i stället fick distrikt.
Svenska kyrkan har även några icke-territoriella församlingar: Karlskrona Amiralitetsförsamling, Tyska Christinae församling i Göteborg, Tyska S:ta Gertruds församling i Stockholm, Finska församlingen i Stockholm och Hovförsamlingen.
Utlandsförsamlingarna har ett territoriellt inslag i det att respektive församlingsordning anger församlingens ansvarsområde. Ansvarsområdet kan dock sträcka sig över relativt stora områden, i vissa fall över ett eller flera länder. Arbetet och det praktiska ansvaret är därför i huvudsak koncentrerat till en församlingsort och ett antal gudstjänstorter, även om församlingen teoretiskt sett och i samband med vissa typer av händelser (exempelvis katastrofer) tar ansvar för hela området.
Församlingens grundläggande uppgift är att fira gudstjänst, bedriva undervisning samt att utöva diakoni och mission. För dessa uppgifter ska det i varje församlingen finnas minst en präst samt en kyrkomusiker som ska vara kantor eller organist. Andra vanliga yrkesgrupper är diakoner, församlingspedagoger, kyrkvaktmästare och kanslipersonal.
En församling kan vara fristående (oegentligt kallade enförsamlingspastorat) eller ingå i ett pastorat tillsammans med andra församlingar. Pastoraten och församlingar som är fristående från pastorat leds av en präst med titeln kyrkoherde. Kyrkoherden har en arbetsledande ställning för de övriga anställda i pastoratets församlingar.

### Internationellt arbete
Svenska kyrkan i utlandet, även kallad "Svenska utlandskyrkan" eller "Svenska sjömanskyrkan", är ett samlingsnamn för Svenska kyrkans utlandsförsamlingar samt de samordningsorgan i Uppsala och Visby som förvaltar utlandskyrkans budget.
Svenska kyrkans internationella arbete är namnet på biståndsverksamheten inom Svenska kyrkan där det bedrivs utvecklingsarbete.

## Ekonomi
Svenska kyrkans verksamhet finansieras genom medlemmars kyrkoavgift, tidigare kallad kyrkoskatt, samt kollekter och gåvor jämte avkastning på tillgångar. För kyrkoavgiftens uppbördsorganisation svarar svenska staten, liksom till andra samfund.

### Statsbidrag
Dessutom finns riktade inkomster i form av begravningsavgift, som även icke-medlemmar betalar för att kyrkan ska tillhandahålla begravningsplatser samt statsbidrag, kyrkoantikvarisk ersättning, för att bevara kulturhistoriska intressen. För att förhindra att kulturellt värdefulla byggnader förfaller, får Svenska kyrkan dock även ett visst stöd från staten, så kallad kyrkoantikvarisk ersättning, avsett för den merkostnad som antikvariskt korrekta metoder medför. Den kyrkoantikvariska ersättningen uppgår till 460 miljoner kronor per år.

### Kyrkoavgift
Kyrkoavgiftens storlek beräknas utifrån den skattepliktiga inkomsten. I genomsnitt ligger den på cirka 0,98 procent. Icke-territoriella församlingar har vissa särlösningar för uppbörden. Exempelvis kan en utlandsförsamlings kyrkoråd besluta om församlingens kyrkoavgift i form av en fast summa, vilken församlingens regelbundna besökare sedan uppmanas att betala in. 
Med tanke på församlingarnas självstyre används kyrkoavgifterna på många olika vis, men framförallt till församlingsverksamhet i form av: gudstjänster (även inräknat dop, vigslar, konfirmationer och begravningar), undervisning (bland såväl barn som unga och vuxna), diakoni (bland annat enskilda samtal, besök hos gamla och ensamma, familjerådgivning etcetera), mission, internationella arbetet runtom i världen och kyrkobyggnader (delvis genom statsbidrag, delvis genom kyrkoavgiften). 

### Kollekt
Kollekter och gåvor tas i många fall upp för ett specifikt ändamål, i huvudsak indelat i gemensamma ändamål för hela kyrkan (till exempel Svenska kyrkans internationella arbete och Svenska kyrkans unga), lokala ändamål (exempelvis orgelrenovering, konserter, Svenska kyrkans ungas lokala verksamhet) eller generella ändamål (församlingsverksamhet i allmänhet). 

## Medlemskap
[Uppdatering behövs]
| 1972 | 8 129 129  | 7 754 784 | 95,4 % |
| 1975 | 8 208 442  | 7 770 881 | 94,7 % |
| 1980 | 8 317 937  | 7 690 636 | 92,5 % |
| 1985 | 8 358 139  | 7 629 763 | 91,3 % |
| 1990 | 8 590 630  | 7 630 350 | 88,8 % |
| 1995 | 8 837 496  | 7 601 194 | 86,0 % |
| 2000 | 8 882 792  | 7 360 825 | 82,9 % |
| 2005 | 9 047 752  | 6 967 498 | 77,0 % |
| 2006 | 9 113 257  | 6 893 901 | 75,6 % |
| 2007 | 9 182 297  | 6 820 161 | 74,3 % |
| 2008 | 9 256 347  | 6 751 952 | 72,9 % |
| 2009 | 9 340 682  | 6 664 064 | 71,3 % |
| 2010 | 9 415 570  | 6 589 769 | 70,0 % |
| 2011 | 9 482 855  | 6 519 889 | 68,8 % |
| 2012 | 9 555 893  | 6 446 729 | 67,5 % |
| 2013 | 9 644 864  | 6 357 508 | 65,9 % |
| 2014 | 9 747 355  | 6 292 264 | 64,6 % |
| 2015 | 9 850 452  | 6 225 091 | 63,2 % |
| 2016 | 9 995 153  | 6 109 546 | 61,2 % |
| 2017 | 10 120 242 | 6 008 356 | 59,4 % |
| 2018 | 10 230 185 | 5 899 242 | 57,7 % |
| 2019 | 10 327 579 | 5 817 634 | 56,4 % |
| 2020 | 10 379 295 | 5 728 748 | 55,2 % |
| 2021 | 10 452 326 | 5 628 067 | 53,9 % |
| 2022 | 10 521 556 | 5 563 351 | 52,8 % |
| 2023 | 10 551 700 | 5 484 319 | 52,1 % |

Sedan 1 januari 1996 upptas medlemmar genom dop i Svenska kyrkan eller, vid uttalad önskan, "i avvaktan" på dop.  Tidigare blev barn med minst en förälder som redan var medlem automatiskt också medlemmar av Svenska kyrkan.
Utträde ur samfundet görs antingen skriftligt till den församling medlemmen tillhör, eller muntligt i samtal med församlingens kyrkoherde. 
Vårdnadshavare kan begära medlemskap eller utträde för minderåriga. För minderåriga över tolv krävs personens godkännande. 

### Statistik

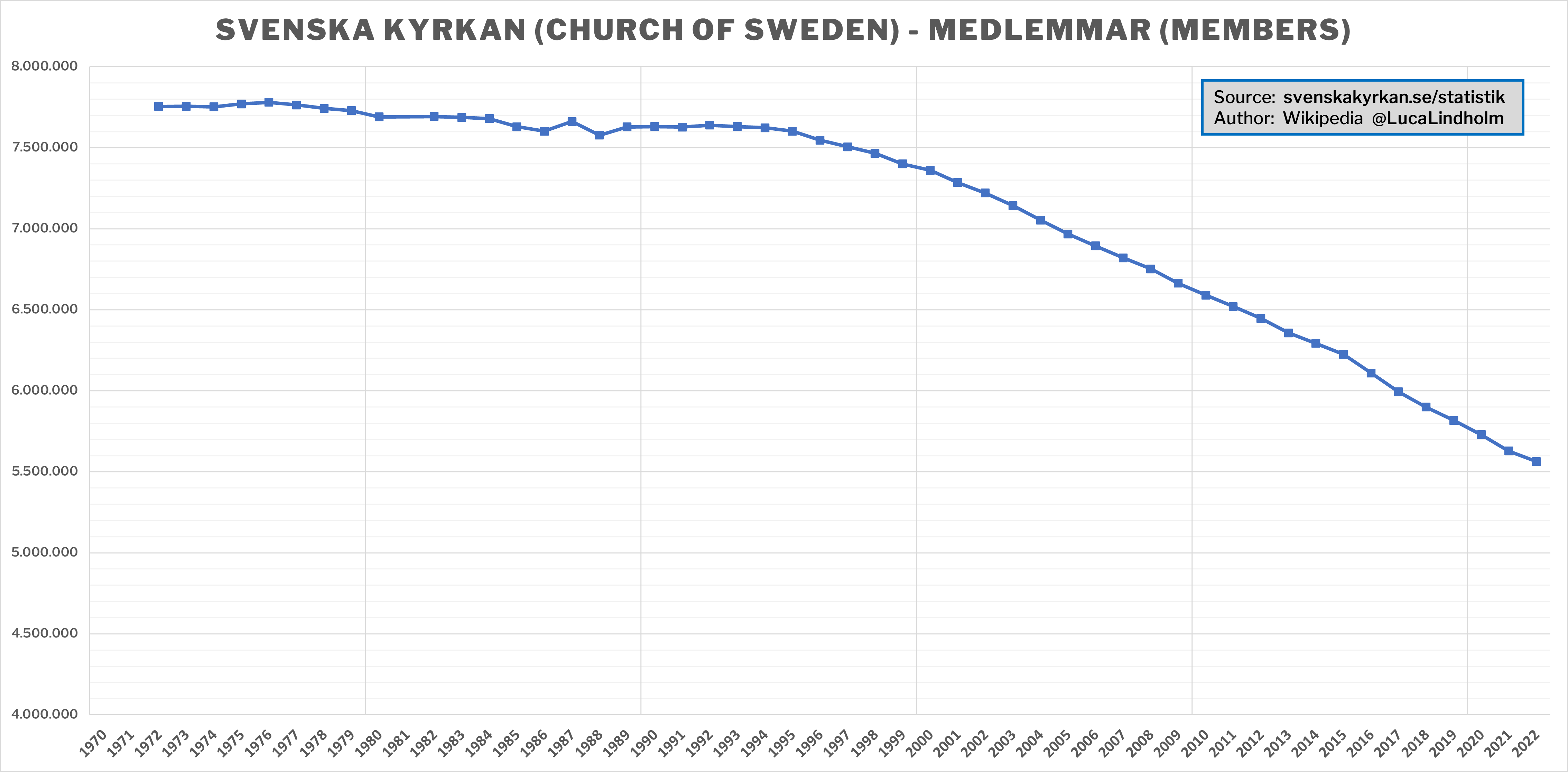
Medlemmar i Svenska kyrkan (1972–2022).
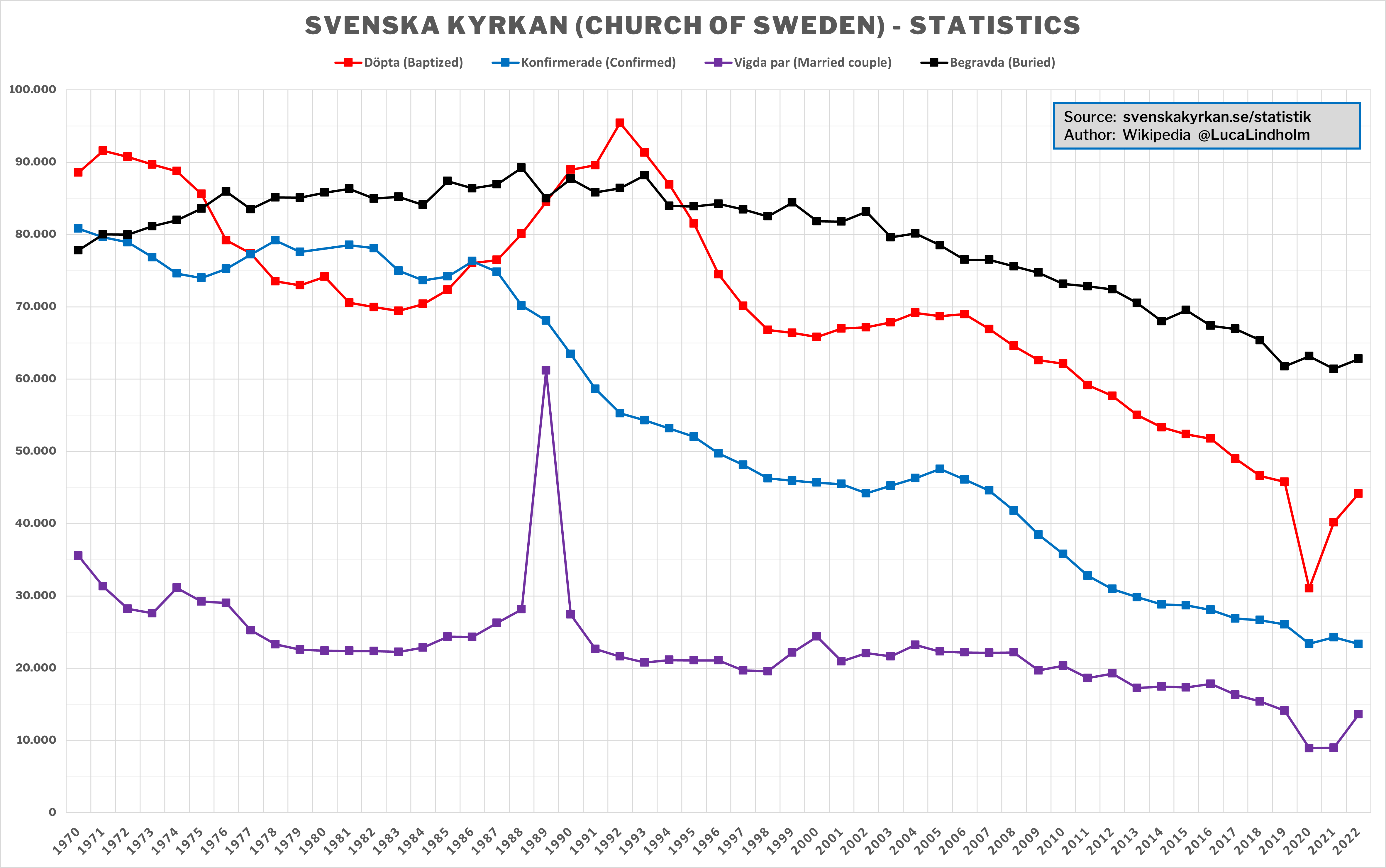
Övrig statistik för Svenska kyrkan (1970–2022).

## Gudstjänst
Söndagens gudstjänst är huvudgudstjänsten i Svenska kyrkan liksom i de flesta kristna samfund och regleras av kyrkohandboken som fastställs av kyrkomötet. Av tradition hålls den söndag förmiddag, oftast kl. 10 eller kl. 11. Alla församlingar ska ha gudstjänst varje sön- och helgdag och dispens kan bara ges av domkapitlet.
Söndagens gudstjänst kan i Svenska kyrkan vara utformad som högmässa med nattvard, högmässogudstjänst utan nattvard, söndagsmässa (enklare nattvardsgudstjänst med reducerat utrymme för textläsning och psalmer, men med samma utformning av nattvardsfirandet som högmässan) och söndagsgudstjänst (enklare gudstjänst). Predikans roll är, i enlighet med den lutherska traditionen, stark och traditionellt har även syndabekännelse och avlösning haft en stark roll. Under 1900-talet blev nattvardsgudstjänster vanligare. En större del av gudstjänstbesöken görs numer vid nattvardsgudstjänster.
Vid sidan av söndagens huvudgudstjänst förekommer en rad olika gudstjänstformer, bland annat veckomässa, helgmålsbön, musikgudstjänst, aftonbön, tidegärdsbön, lovsångsgudstjänst och förbönsgudstjänst. Även Taizégudstjänster är vanliga. Under passionstiden kan passionsgudstjänster förekomma och på julafton är julbön under dagen och midnattsmässa vanligt. På juldagen firas ofta julotta tidigt på morgonen. Även vid påsk kan gudstjänsterna ha lite annan karaktär med skärtorsdagsmässa, långfredagsgudstjänst samt midnattsmässa under påsknatten.
Till gudstjänsterna hör också de kyrkliga handlingarna dop, konfirmation, vigsel och begravning.

## Begravningsverksamhet
Alla Sveriges invånare, även de som inte tillhör Svenska kyrkan, är genom lag förpliktigade att erlägga begravningsavgift till begravningsverksamheten. Denna avgift tillfaller Svenska kyrkan som har uppdrag av staten att sköta begravningsverksamheten i samtliga kommuner utom i Stockholms kommun och Tranås kommun, där respektive kommun har motsvarande uppdrag. Denna verksamhet är dock avskild från den övriga verksamheten, vilket innebär att begravningsorganet är en fristående verksamhet. Oavsett kommun har personer som inte tillhör Svenska kyrkan inte rätt till begravningsgudstjänst i kyrkan.
Uppbörden av begravningsavgiften verkställs genom utdebitering genom Skatteverket på samma vis som kommunalskatten och kyrkoavgiften. Begravningsavgiften är 2019 för samtliga (utom i Stockholm och Tranås) 25,3 öre per hundra kronors inkomst. Utifrån den gemensamma potten skattemedel ansöker Svenska kyrkans pastorat via kyrkofullmäktige kommande års planerade kostnader för verksamhetsåret. Vid räkenskapsåret slut får pastoratet vid avräkning antingen betala tillbaka eller erhålla medel.

### Kritik av ordningen
I en motion till kyrkomötet 2004 föreslog Susann Torgerson att annan än Svenska kyrkan ska vara huvudman för begravningsverksamhet för icke-kristna. I en motion till riksdagen 2005 kritiserade riksdagsledamot Torsten Lindström (KD) den nuvarande ordningen. Han hävdade att bland annat muslimska församlingar har reagerat mot att Svenska kyrkan har uppdraget att sköta begravningsverksamheten och menar att detta uppdrag är odemokratiskt då icke-medlemmar av Svenska kyrkan finansierar en verksamhet utan inflytande över densamma. Även Svenska humanistiska förbundet har kritiserat Svenska kyrkans ansvar för begravningsverksamheten. Ett icke-teistiskt synsätt är Sveriges mest spridda livsåskådning, hävdar de. Då anser de det märkligt att begravningsavgiften går till Svenska kyrkan.
Begravningsombuden kritiserades 2006 av Riksrevisionen, som menade att den femtedel av befolkningen som då stod utanför Svenska kyrkan inte kunde vara säker på att deras intressen tillvaratas. Flera av begravningsombuden var jäviga genom att de innehade förtroendeposter eller anställning inom Svenska kyrkan. Vidare ansåg Riksrevisionen att många begravningsombud var passiva när det gäller att hjälpa dem som inte är medlemmar i Svenska kyrkan med begravningsfrågor. Dessutom fanns det brister i kontrollen av hur kyrkan använder begravningsavgifterna.
Kritik mot begravningsplatsernas övervägande kristna symbolik har också framförts.
Fonus och Sveriges Begravningsbyråers riksförbund har av konkurrensskäl ifrågasatt den begravningsbyråverksamhet som några av Svenska kyrkans församlingar börjat bedriva.

## Ekumenik
Svenska kyrkan ekumeniska samtal med andra trossamfund sker olika sätt: 
- som medlemskyrka i ekumiska organisationer och råd, internationellt, nationellt, regionalt och lokalt.
- genom bilaterala samtal mellan Svenska kyrkan och andra enskilda trossamfund,
- genom informella kontakter mellan personer och föreningar inom Svenska kyrkan och andra trossamfund

Ekumeniska samtal med Engelska kyrkan påbörjades 1909 och nattvardsgemenskap ingicks 1922. Detta följdes på 1990-talet upp med den så kallade Borgådialogen, omfattande samtliga anglikanska kyrkor respektive evangelisk-lutherska kyrkor i Nordeuropa. Resultatet var full kyrkogemenskap mellan de flesta av dessa kyrkor inom Borgågemenskapen från 1994–1996. Danska folkkyrkan och lutherska kyrkan i Lettland intog dock observatörsstatus.
Svenska kyrkan tog initiativet till bildandet av Life and Work-kommittén vid det Stora ekumeniska mötet i Stockholm 1925.
Svenska kyrkan var en av de grundande medlemskyrkorna, när Lutherska Världsförbundet grundades vid ett möte i Lund 1947.
Faith and Order-kommittén hade bildats vid ett möte i Lausanne 1927, och Svenska kyrkan hade skickat representanter dit, bland annat Gustaf Aulén. Svenska kyrkan var en av de grundande medlemskyrkorna när Kyrkornas världsråd grundades i Amsterdam 1948. Både Life and Work-kommittén och Faith and Order-kommittén inordnades i den nya samarbetsorganisationen. När Kyrkornas Världsråd 1982 lät publicera Limadokumentet Dop, nattvard, ämbete inkom Svenska kyrkans kyrkomöte med ett officiellt svar 1985.
Svenska kyrkan påbörjade 1964 samtal med dåvarande Svenska Missionsförbundet, vilket 2006 resulterade i avtal om kyrkogemenskap med det som då bytt namn till Svenska Missionskyrkan. 
Dialog mellan den romersk-katolska kyrkan och Lutherska världsförbundet började växa fram 1965, med fastare organisatoriska former 1967. Dialogen har resulterat i flera rapporter, exempelvis en gemensam deklaration om rättfärdiggörelseläran (1500-talets stora konfliktpunkt) 1999. På bilateral nivå har Svenska kyrkan och Stockholms katolska stift frambringat dialograpporterna:Äktenskap och familj (1975), Dop och kyrkotillhörighet (1978), Biskopsämbetet (1989) och Kyrkan som sakrament (1999).
Svenska kyrkans biskopsmöte avvisade 1976 Leuenbergkonkordin mellan lutherska kyrkor och den reformerta kyrkan. Svenska kyrkan påbörjade 1979 samtal med Metodistkyrkan i Sverige. Det resulterade 1992 i full kyrkogemenskap, som bland annat möjliggjorde att de båda trossamfundens församlingar i Huskvarna blev en samarbetsförsamling. Svenska kyrkan inträdde 1995 i full kyrkogemenskap med Oberoende Filippinska kyrkan, ett gammalkatolskt trossamfund. 23 november 2016 ingick man ett avtal om full kyrkogemenskap med samtliga medlemskyrkor i Utrechtunionen, de så kallade gammalkatolska kyrkorna.
På senare tid har det ekumeniska arbetet lidit bakslag. I december 2005 tillkännagav rysk-ortodoxa kyrkans Moskvapatriarkat att man bryter de ekumeniska förbindelserna med Svenska kyrkan efter att den senare erkänt homosexuella relationer. Även syrisk-ortodoxa kyrkan i Sverige har uttalat sig kritiskt mot Svenska kyrkan som man menar går emot Guds eget ord på sätt som försvårar ekumeniskt arbete. Den finländske biskopen Erik Vikström kritiserade Svenska kyrkan för att den körde över sina bröder i Borgågemenskapen och sade att den hotade att bli en provinsiell kyrka som kräver att få leva sitt eget liv.
När man gick vidare och beslöt om könsneutrala äktenskap varnade ett par biskopar i Anglikanska kyrkan i ett brev till ärkebiskop Wejryd för att en ”fundamental omdefiniering av den kristna äktenskapsdoktrinen och av den elementära kristna antropologin” kommer att skada det ekumeniska samarbetet. Bland andra Wejryds företrädare Bertil Werkström och Gunnar Weman har uttryckt oro för att Svenska kyrkan på sikt kan bli isolerad. När Kyrkomötet 2009 fattade beslutet att ansöka om fortsatt vigselrätt för Svenska kyrkans präster samt att i samband därmed införa en ordning för samkönade vigslar, uteblev stöd från halva biskopsmötet.
De kyrkoavtal som tidigare fanns med både Svenska Missionskyrkan och Metodistkyrkan, innan dessa tillsammans med Svenska Baptistsamfundet gick samman och bildade det nya samfundet Equmeniakyrkan, har sedan år 2016 anpassats till en liknande ekumenisk överenskommelse mellan Svenska kyrkan och Equmeniakyrkan.

## Lista över stift, biskopar och domkyrkor
| Stifts-kod | Stift (inrättandeår)          | Stiftsvapen                      | Geografiskt område                                                                    | Domkyrka (invigningsår)                    | Biskop (tillträdesår)            | Biskopsvapen |
| ---------- | ----------------------------- | -------------------------------- | ------------------------------------------------------------------------------------- | ------------------------------------------ | -------------------------------- | ------------ |
| 01         | Uppsala stift (1164)          |                                  | Gästrikland, Hälsingland samt Uppland förutom södra delen.                            | Uppsala domkyrka (1435)                    | Martin Modéus, ärkebiskop (2022) |              |
| 01         | Uppsala stift (1164)          | Karin Johannesson, biskop (2019) | Gästrikland, Hälsingland samt Uppland förutom södra delen.                            | Uppsala domkyrka (1435)                    |                                  |              |
| 02         | Linköpings stift (1100-talet) |                                  | Östergötland och norra Småland.                                                       | Linköpings domkyrka (1100- och 1200-talet) | Marika Markovits (2023)          |              |
| 03         | Skara stift (1014)            |                                  | Östra och nordöstra delen av Västergötland samt enstaka församlingar i norra Småland. | Skara domkyrka (medeltiden)                | Ulrica Fritzson (2024)           |              |
| 04         | Strängnäs stift (1100-talet)  |                                  | Närke och Sörmland                                                                    | Strängnäs domkyrka (1291)                  | Johan Dalman (2015)              |              |
| 05         | Västerås stift (1100-talet)   |                                  | Dalarna, Västmanland                                                                  | Västerås domkyrka (1200-talet)             | Mikael Mogren (2015)             |              |
| 06         | Växjö stift (senast 1170)     |                                  | Småland förutom norra delen, Öland                                                    | Växjö domkyrka (medeltiden)                | Fredrik Modéus (2015)            |              |
| 07         | Lunds stift (1060)            |                                  | Blekinge och Skåne                                                                    | Lunds domkyrka (1100-talet)                | Johan Tyrberg (2014)             |              |
| 08         | Göteborgs stift (1620)        |                                  | Bohuslän, Halland, västra Västergötland                                               | Göteborgs Gustavi domkyrka (1815)          | Susanne Rappman (2018)           |              |
| 09         | Karlstads stift (1647)        |                                  | Dalsland, Värmland                                                                    | Karlstads domkyrka (1730)                  | Sören Dalevi (2016)              |              |
| 10         | Härnösands stift (1647)       |                                  | Härjedalen, Jämtland, Medelpad, Ångermanland                                          | Härnösands domkyrka (1846)                 | Teresia Boström (2024)           |              |
| 11         | Luleå stift (1904)            |                                  | Norrbotten, Västerbotten                                                              | Luleå domkyrka (1893)                      | Åsa Nyström (2018)               |              |
| 12         | Visby stift (1645)            |                                  | Gotland, Svenska kyrkan i utlandet                                                    | Visby Sankta Maria domkyrka (1225)         | Erik Eckerdal (2023)             |              |
| 13         | Stockholms stift (1942)       |                                  | Norra Södermanland, Södra Uppland                                                     | Storkyrkan (1200-talet)                    | Andreas Holmberg (2019)          |              |

### Tidigare stift inom Svenska kyrkan
Det har tidigare funnits flera andra stift eller superintendenturer i Svenska kyrkan, men som upphört, flyttats eller uppgått i andra stift.
- Borgå gamla stift i nuvarande Finland, bildat 1723. Borgå stift lämnade Svenska kyrkan 1809 i samband med att Sverige förlorade Finland.[80][81] (Borgå nuvarande stift bildades 1923 för Finlands svensktalande befolkning, men har aldrig tillhört Svenska kyrkan.)
- Kalmar stift, bildat i mitten av 1550-talet, ingick i slutet av 1500-talet i Linköpings stift, men avskildes som superintendentur 1603. Uppgick i Växjö stift 1915.[82]
- Mariestads superintendentur bildat 1584, ombildades till Karlstads stift 1647.[83]
- Sigtuna stift, befintligt under 1070- och 1120-talet men exakt datum för bildande är oklart. Senast 1164 flyttades stiftet till Gamla Uppsala[84] och 1273 till Uppsala.[85]
- Viborgs stift i nuvarande Finland, bildat 1554, flyttat till Borgå 1721.[86]
- Åbo stift i nuvarande Finland, bildat vid 1200-talets mitt. Åbo stift lämnade Svenska kyrkan 1809 i samband med att Sverige förlorade Finland.[81][87][88]

### Domkyrkor som inte är säte för biskop
Ytterligare två kyrkor kallas domkyrka, men är inte längre säte för en biskop:
- Mariestads domkyrka var under åren 1580–1646 säte för en superintendent. Därefter flyttades superintendenturen till Karlstad, som övertog rollen som biskopssäte och domkyrka. År 1696 beslutade kungen att kyrkan inte längre var en domkyrka.[89] Den fick dock behålla namnet Mariestads domkyrka, då församlingen behöll rätten till viss skatt som tillkom en domkyrka, den så kallade domkyrkotunnan.[90]
- Kalmar domkyrka var under åren 1682-1915 biskopssäte för Kalmar stift. Därefter gick stiftet upp i Växjö stift.[91] Kyrkan har dock behållit namn som domkyrka.

| Bild | Domkyrka            | Anmärkning                                     |
| ---- | ------------------- | ---------------------------------------------- |
|      | Kalmar domkyrka     | Kalmar stift upplöstes 1915. Invigd år 1682.   |
|      | Mariestads domkyrka | Mariestads stift flyttades till Karlstad 1646. |

## Vapen

Svenska kyrkans heraldiska vapen enligt blasoneringen (ej identiskt med Svenska kyrkans logotyp).

Svenska kyrkans heraldiska vapen – en sköld av guld belagd med ett rött kors med i korsmitten en krona av guld – går tillbaka på ett vapen i Uppsala domkyrka från 1300-talet. Det är blasonerat av heraldikern Bengt Olof Kälde och antogs 1977. Det återfinns även i form av flagga. Det i Svenska kyrkans logotyp använda utförandet är från 2005.
Den röda färgen symboliserar "Guds kärlek", samtidigt som den är blodets och eldens färg. Guldfärgen symboliserar ”det eviga ljuset” liksom ”Guds härlighet och makt”. Kronan, en segerkrona, symboliserar Kristi seger över döden.

## Rörelser inom Svenska kyrkan
Det finns flera organisationer och rörelser som verkar inom Svenska kyrkan, men som i vissa sammanhang verkar självständigt. En del av dem betraktas av allmänheten som egna frikyrkosamfund. Svenska kyrkan kännetecknas av en stor bredd vad gäller olika fromhetstraditioner.

### Ungdomsrörelser
- Svenska Kyrkans Unga.
- Salt – barn och unga i EFS.
- Evangelisk Luthersk unga (ELU).
- UngdomsOas (u-oas).
- Kyrkliga Förbundets unga (KFU).

### Studentrörelser
- Kristna studentrörelsen i Sverige – KRISS
- Credo – tidigare SESG[92]

### Lekmannaförbund
- Svenska kyrkans lekmannaförbund.

### Kvinnoförbund
- Kvinnor i Svenska kyrkan.
- Forum för prästvigda kvinnor.

### Musik
- Sveriges kyrkosångsförbund.

### Gammalkyrkliga
- Kyrkliga Förbundet för evangelisk luthersk tro.
- Kyrkliga Förbundets unga (KFU).

### Lågkyrkliga
- Evangeliska fosterlandsstiftelsen (EFS) – med stort samarbete med Svenska kyrkan.
- Kyrklig samling kring bibeln och bekännelsen.
- Evangelisk Luthersk Mission – Bibeltrogna Vänner (ELM-BV).
- Evangelisk Luthersk unga (ELU).

### Karismatiska
- Oasrörelsen.

### Högkyrklighet
- Affirming Catholicism Sverige.
- Arbetsgemenskapen Kyrklig Förnyelse (aKF, övergripande organisation för högkyrkliga förnyelsesträvanden).
- Den Helige Andes Orden - kloster i Alsike.
- Den Helige Franciskus Tredje Orden.
- Den uppståndne Frälsarens systraskap - kloster i Överselö utanför Strängnäs.
- Eginostiftelsen.
- Hjelmserydsstiftelsen.
- Laurentiistiftelsen.
- Olof Den Heliges Brödraskap.
- Sancta Claras Systrar - kommunitet i Sjövik.
- Sankt Ansgars stiftelse.
- S:ta Catharina Systraskap.
- Sankt Johannes Bönegemenskap.
- Sankt Mikaelsringen.
- Societas Corporis Christi.
- Societas Sanctae Birgittae, SSB (birgittinsk bönegemenskap).
- Societas Sanctae Trinitatis, SST.
- Societas Sancti Matthiae, SSM.
- Societas Sancti Laurentii, SSL (bönegemenskap kring Laurentiistiftelsen i Lund).
- Societas Sancti Stephani, SSS.
- Sodalitium Sancti Sigfridi, SSS (bönegemenskap med centrum i Växjö stift).
- Sodalitium Confessionis Apostolicae, SCA (bönegemenskap med centrum i Lunds stift).
- Svenska kyrkans fria synod.
- Törnekronans samfund, Communitas Sancte Spineae Coronae,(bönegemenskap med centrum i Skara stift).
- Östanbäcks kloster - kloster utanför Sala.Processionståget väntar på att gå in i Alsike Kyrka för söndagsmässa tillika begravningen för syster Marianne, den första nunnan i Svenska kyrkan sedan reformationen. Längst bak syns nunnor från Alsike Kloster.

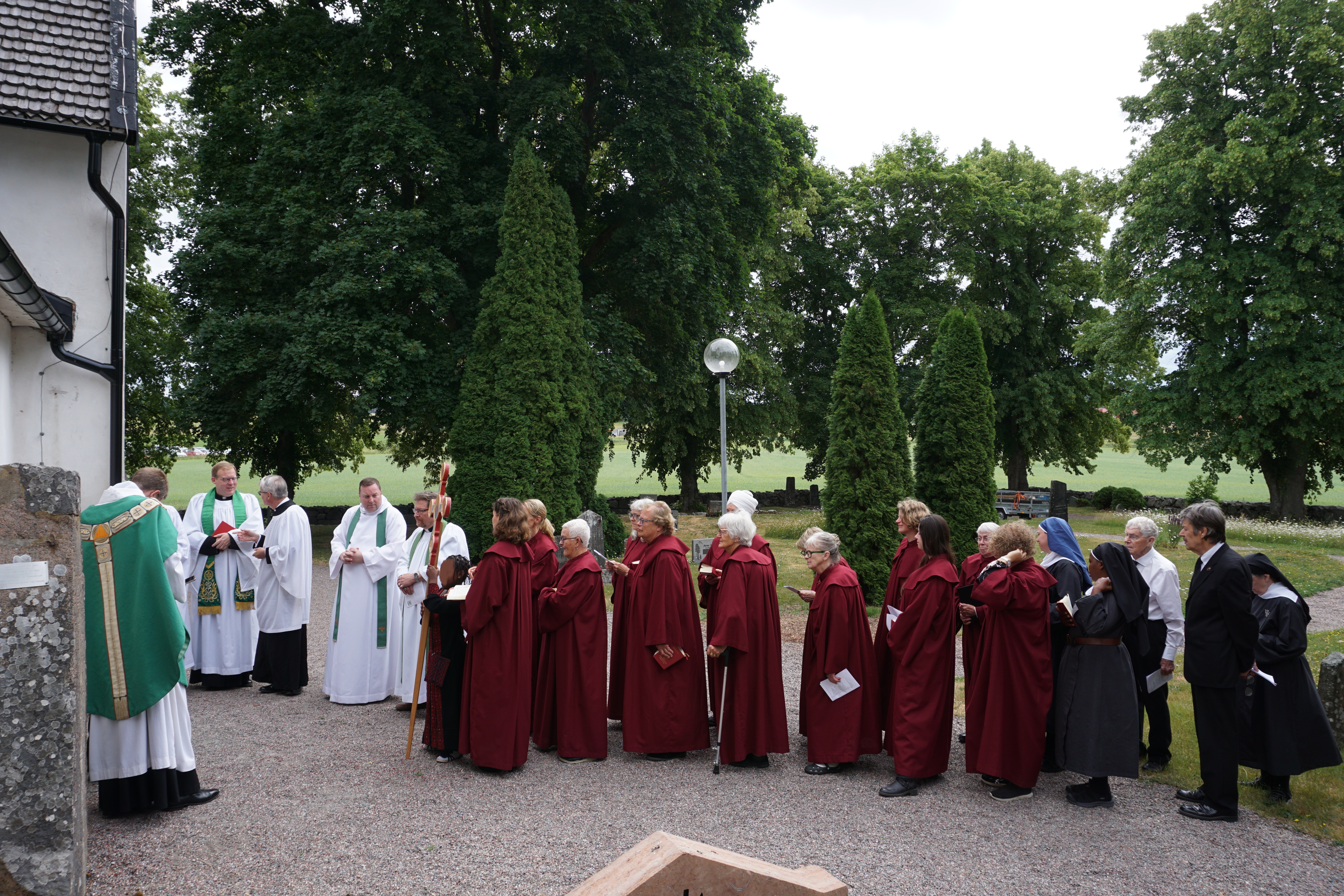
Processionståget väntar på att gå in i Alsike Kyrka för söndagsmässa tillika begravningen för syster Marianne, den första nunnan i Svenska kyrkan sedan reformationen. Längst bak syns nunnor från Alsike Kloster.

### Læstadianismen
- Östlæstadianer.
  - Gammallæstadianer: Sveriges fridsföreningars centralorganisation.
- Västlæstadianer.

### Övrigt
Dessutom märks Samfundet Pro Fide et Christianismo, Schartauanism och Laurentius Petri-sällskapet för svenskt gudstjänstliv.

### Omstridda rörelser
- Missionsprovinsen har deklarerat sig som en rörelse inom Svenska kyrkan. Svenska kyrkans ledning har dock å sin sida tagit avstånd från denna organisation och präster som låtit sig vigas till biskopar där har fråntagits rätten att utöva sitt prästämbete inom Svenska kyrkan.

## Bilder
Ett urval med bilder från kyrkobyggnader som används av Svenska kyrkan:

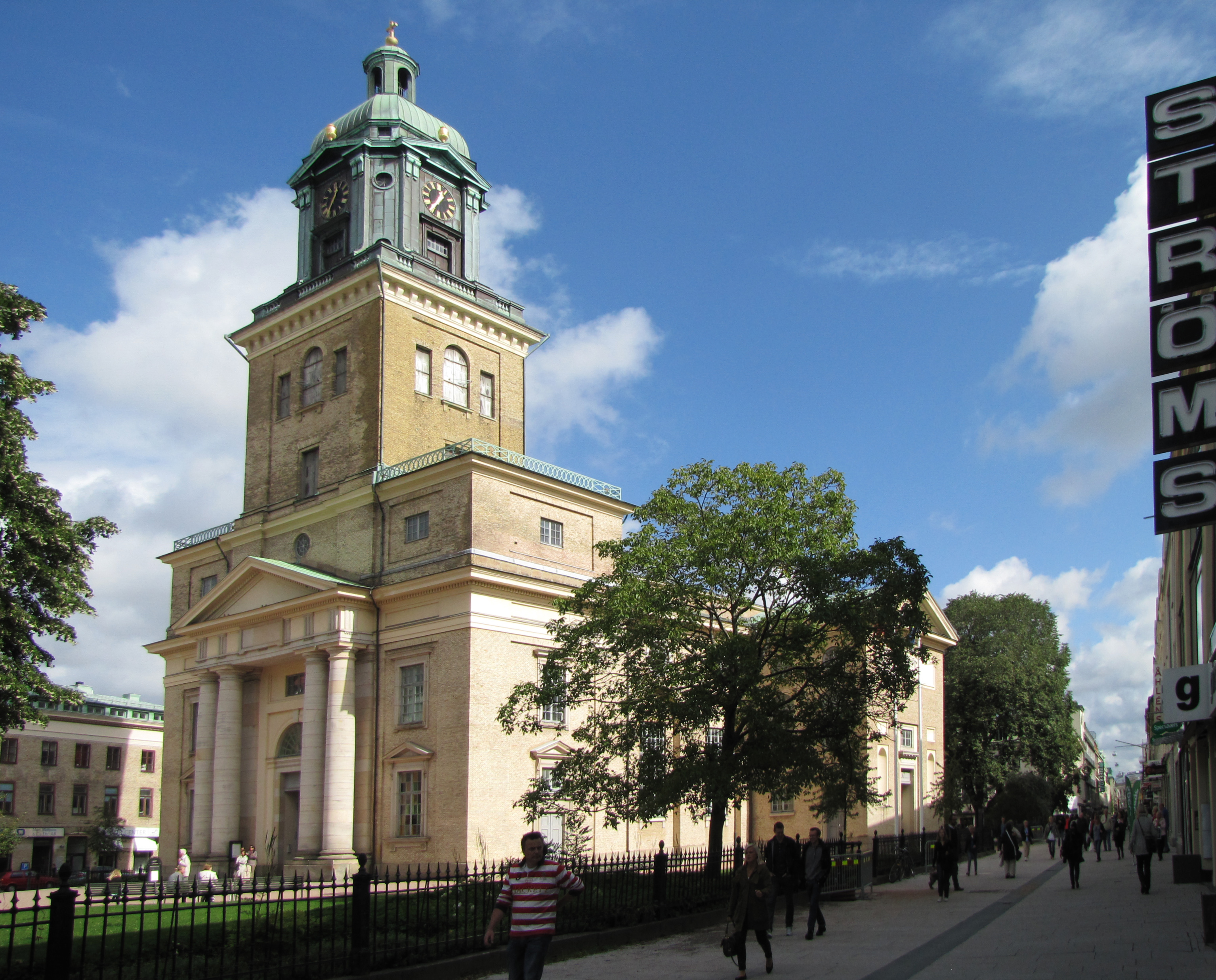
Göteborgs domkyrka.
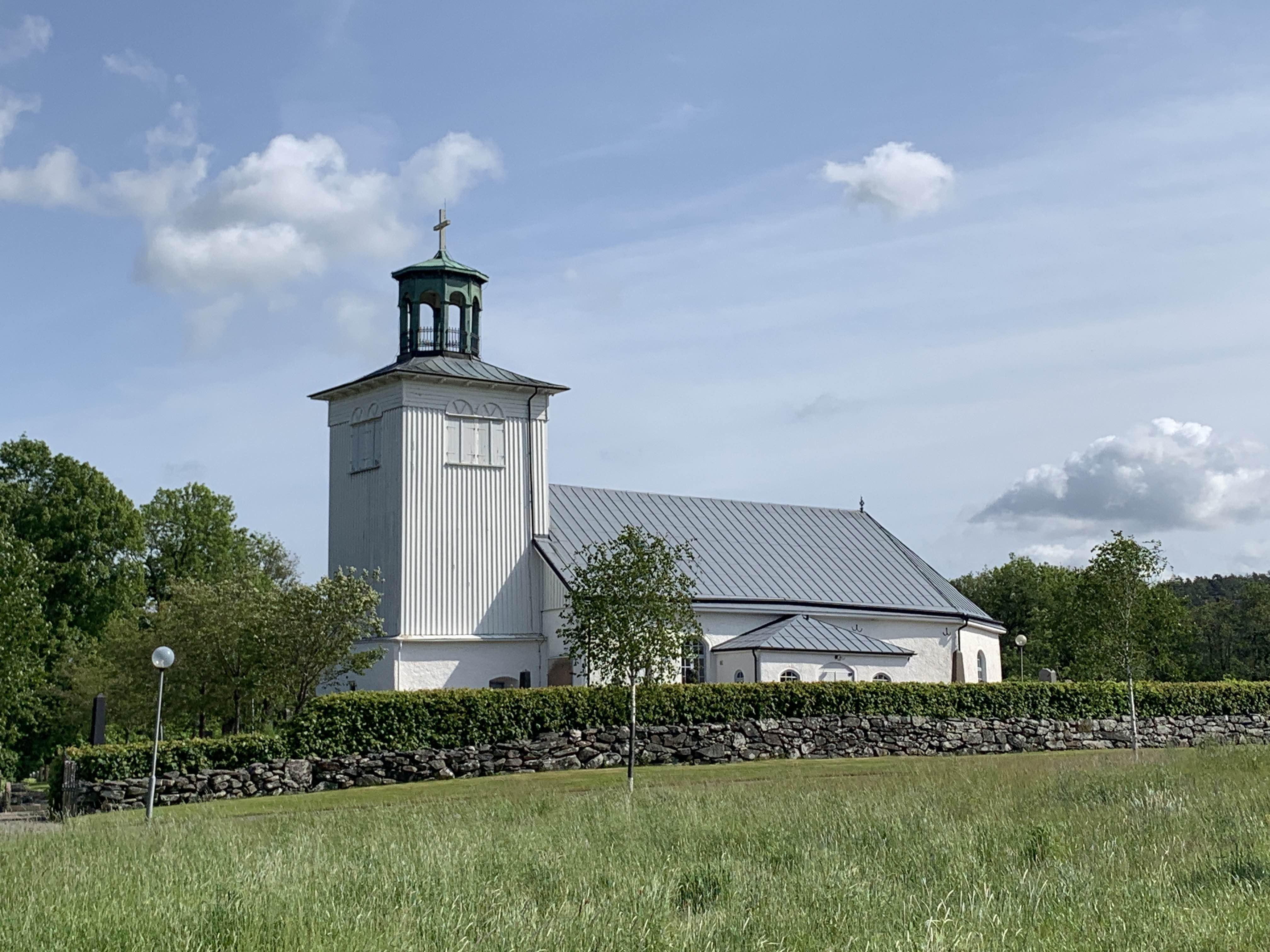
Nödinge kyrka, Nödinge-Nol.
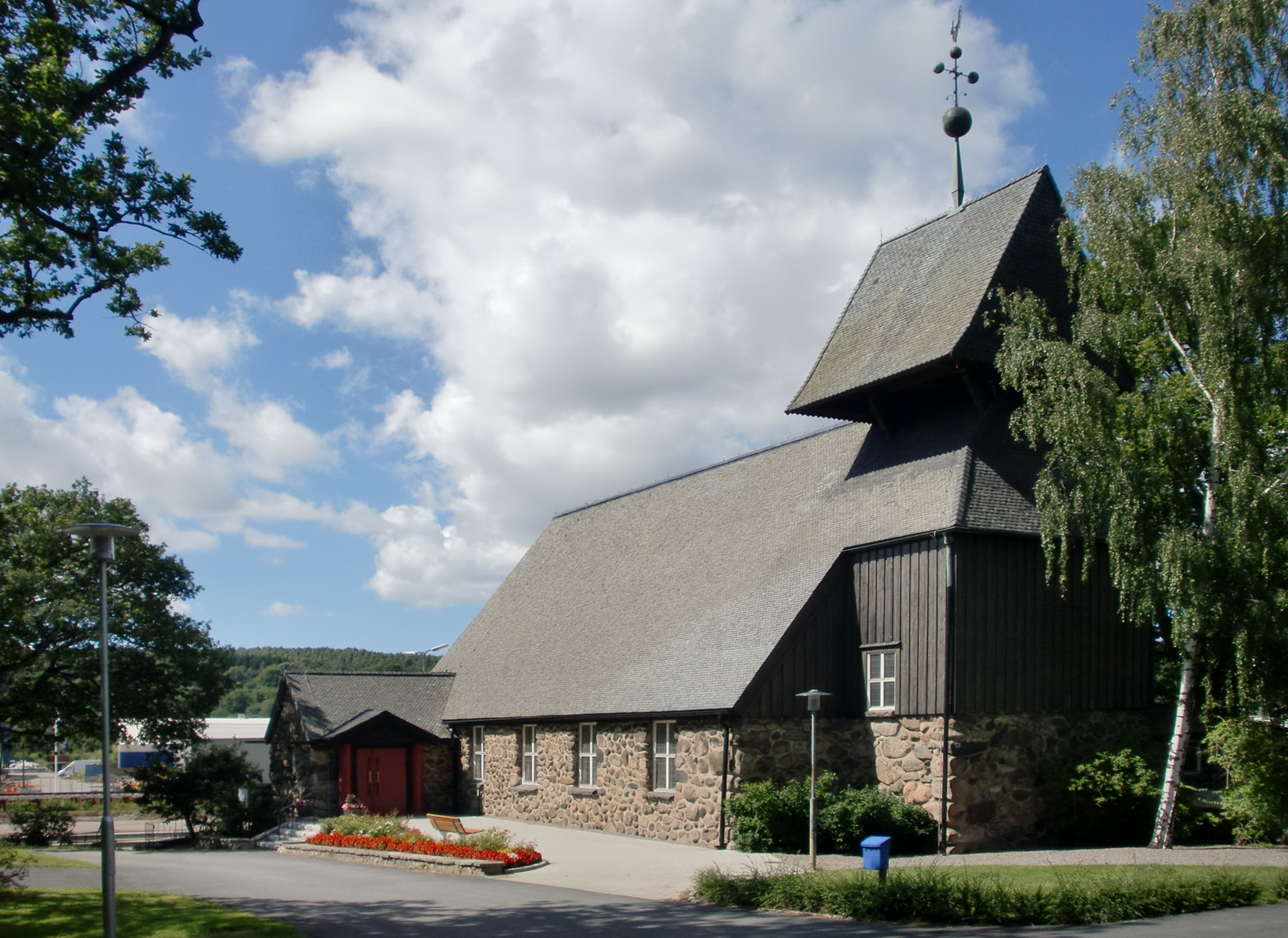
Surte Kyrka, Surte.
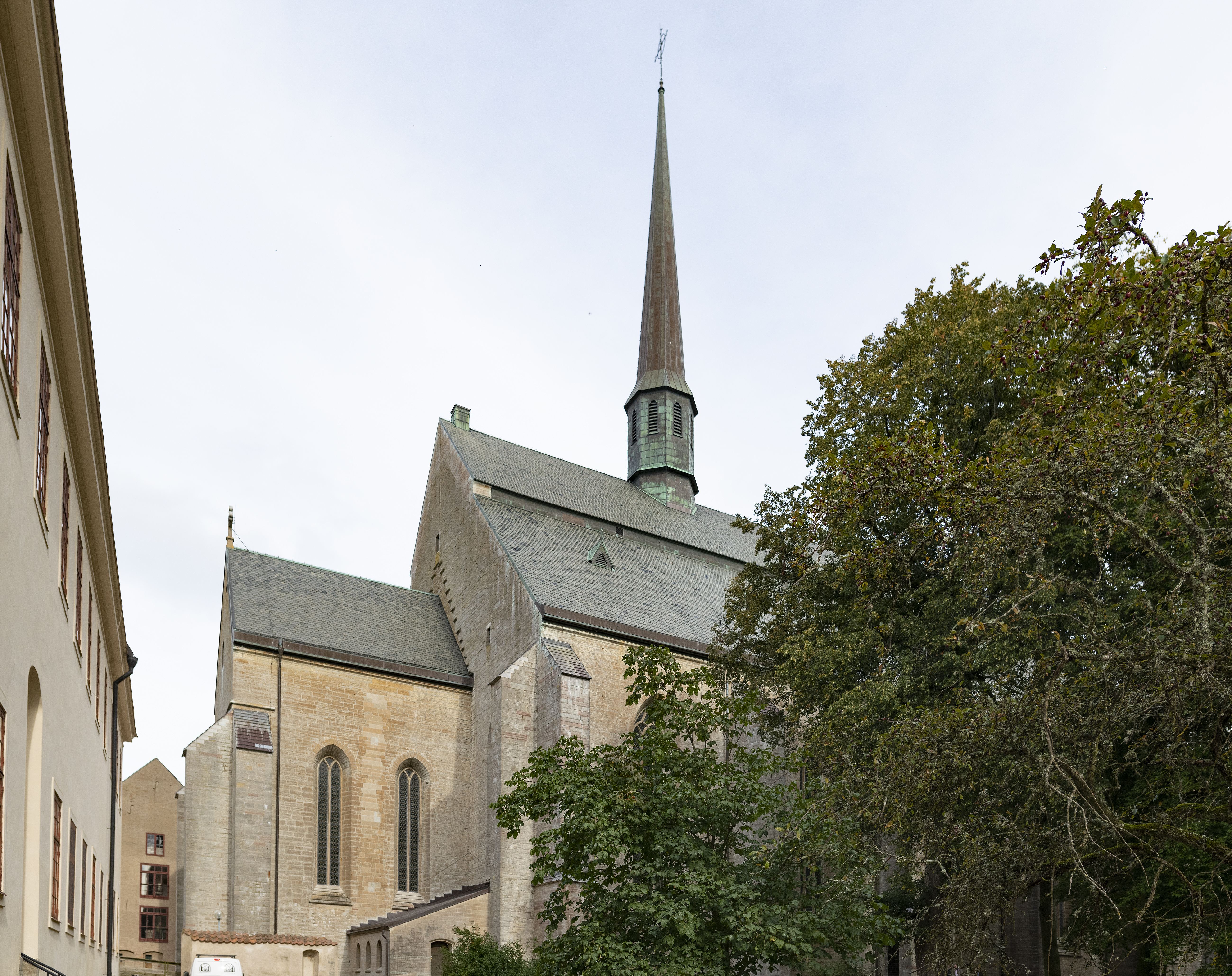
Vadstena klosterkyrka.
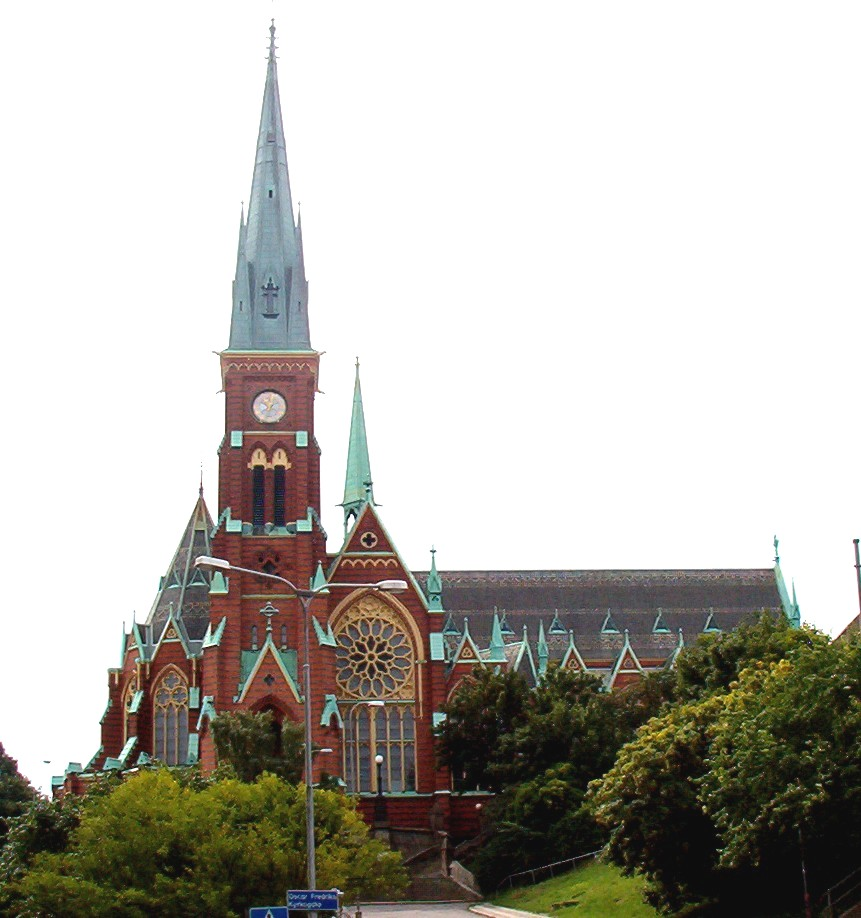
Oscar Fredriks kyrka, Göteborg.
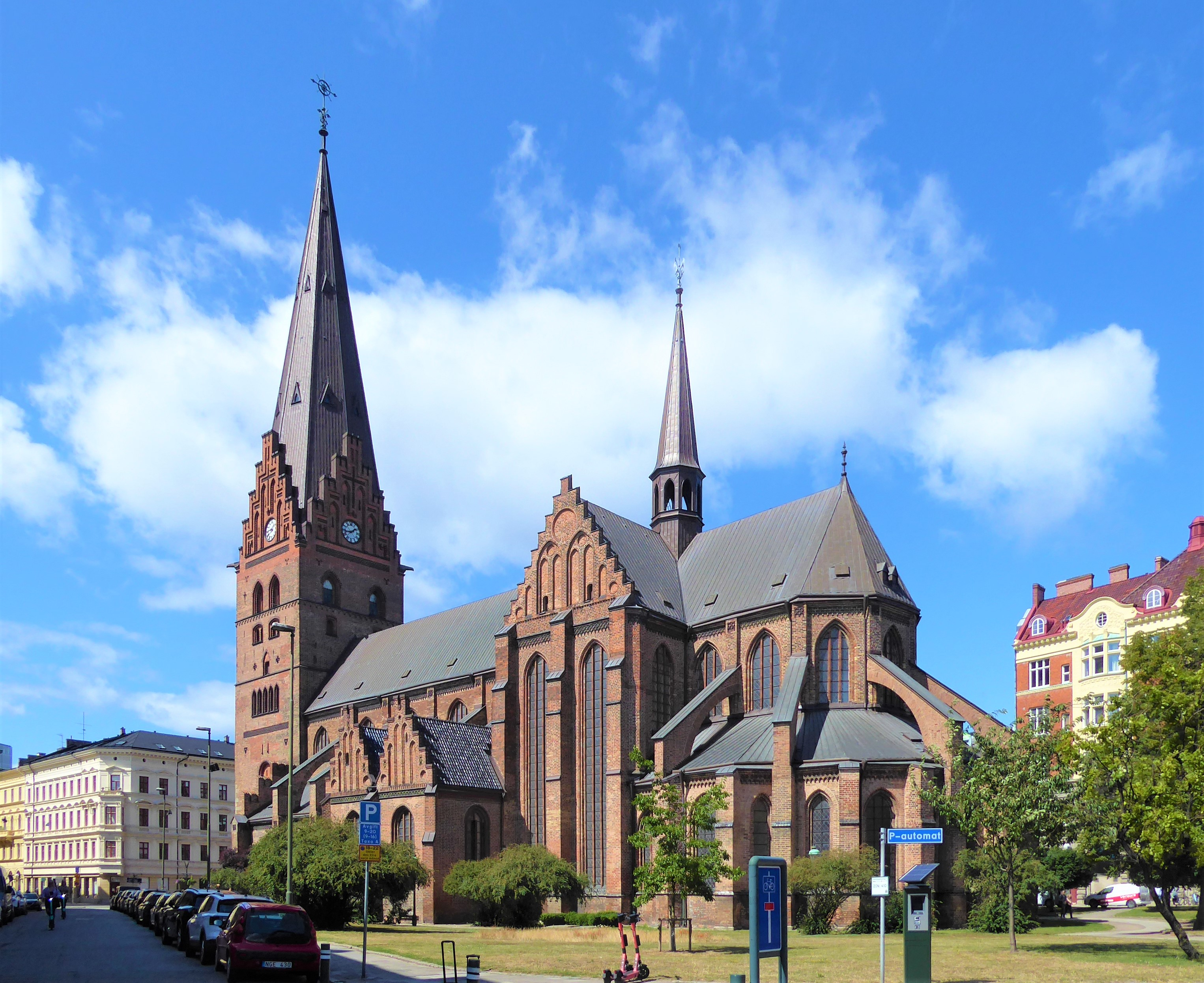
Sankt Petri kyrka, Malmö.
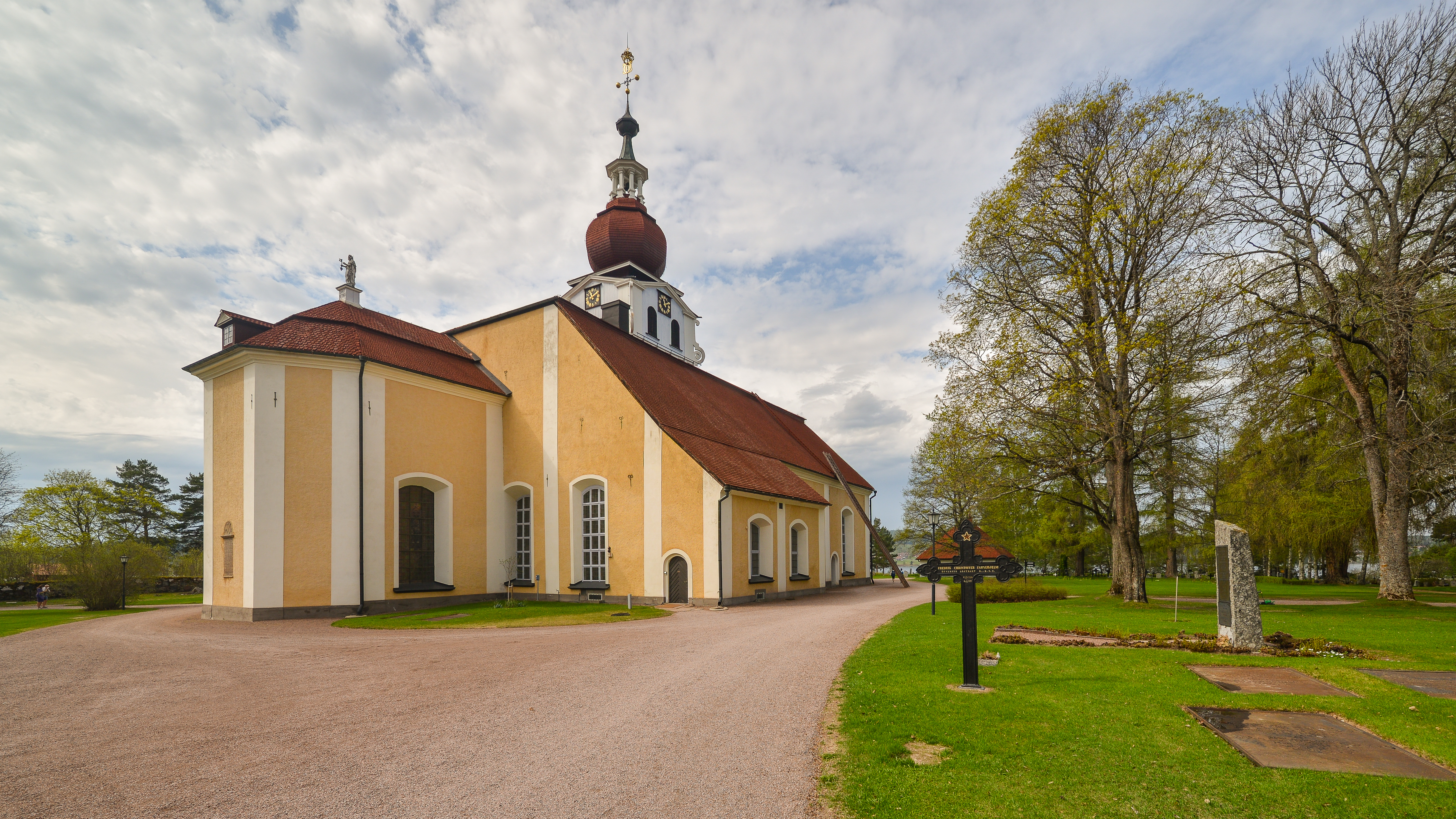
Leksands kyrka.
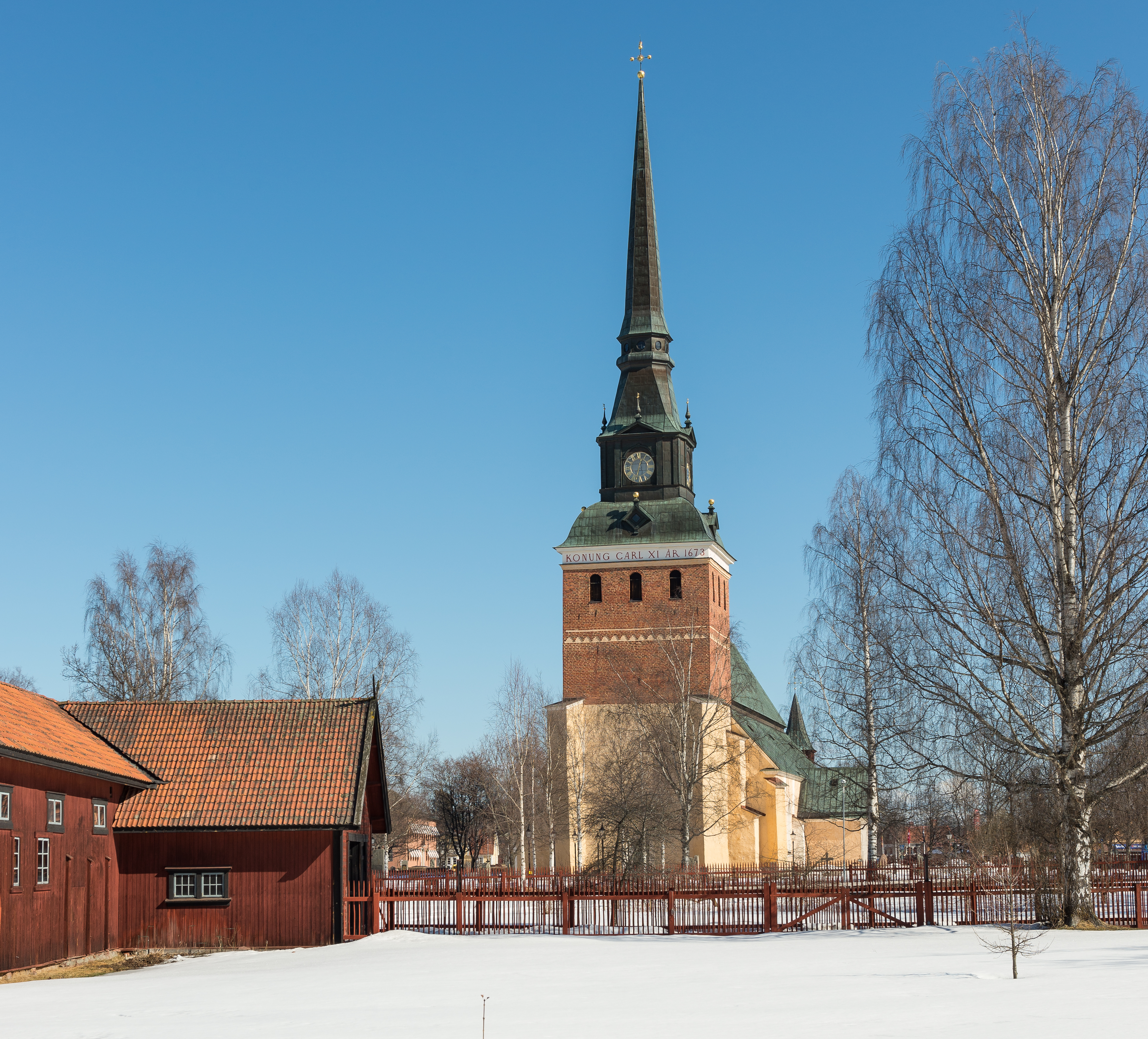
Mora kyrka.
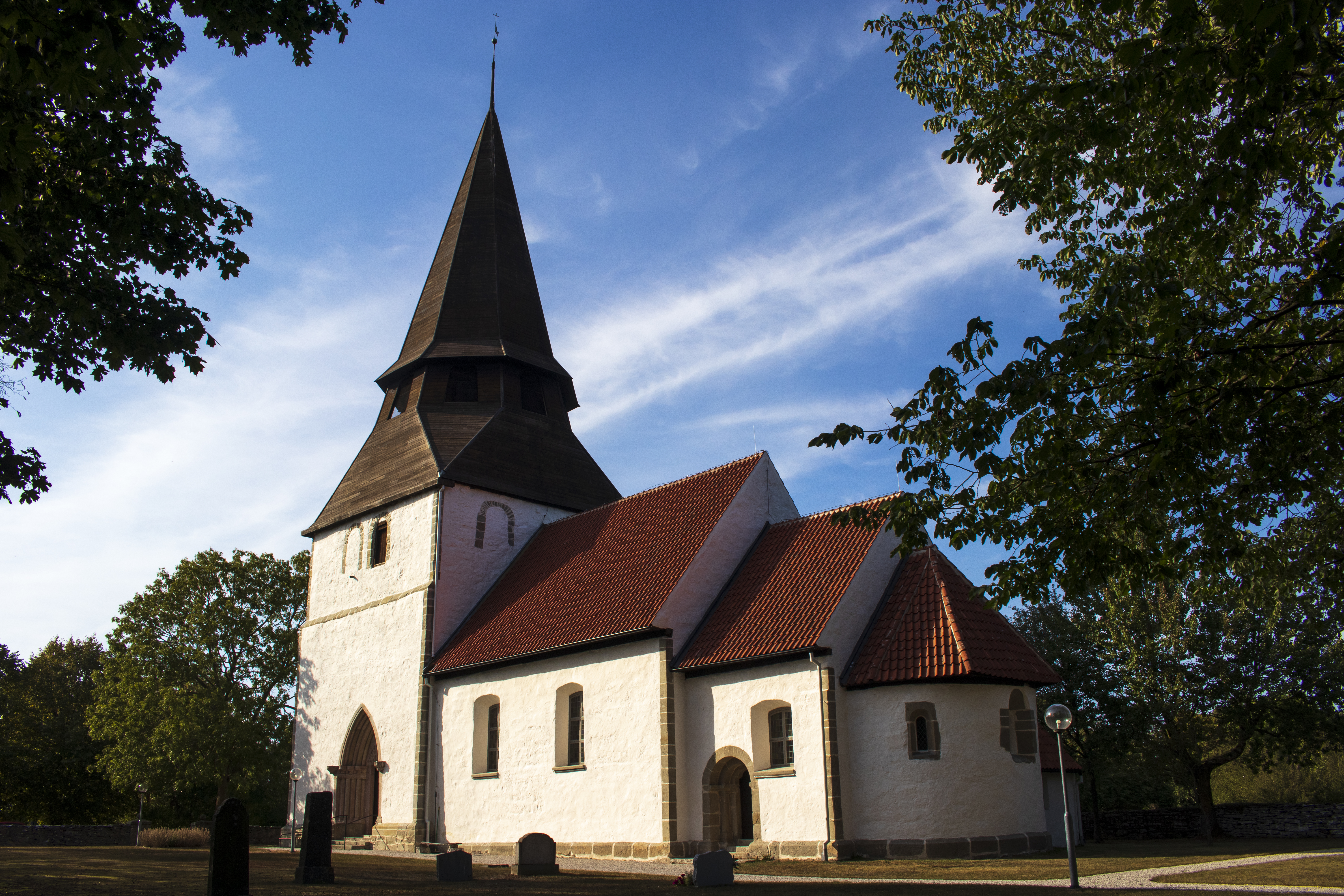
Alva kyrka, Visby.
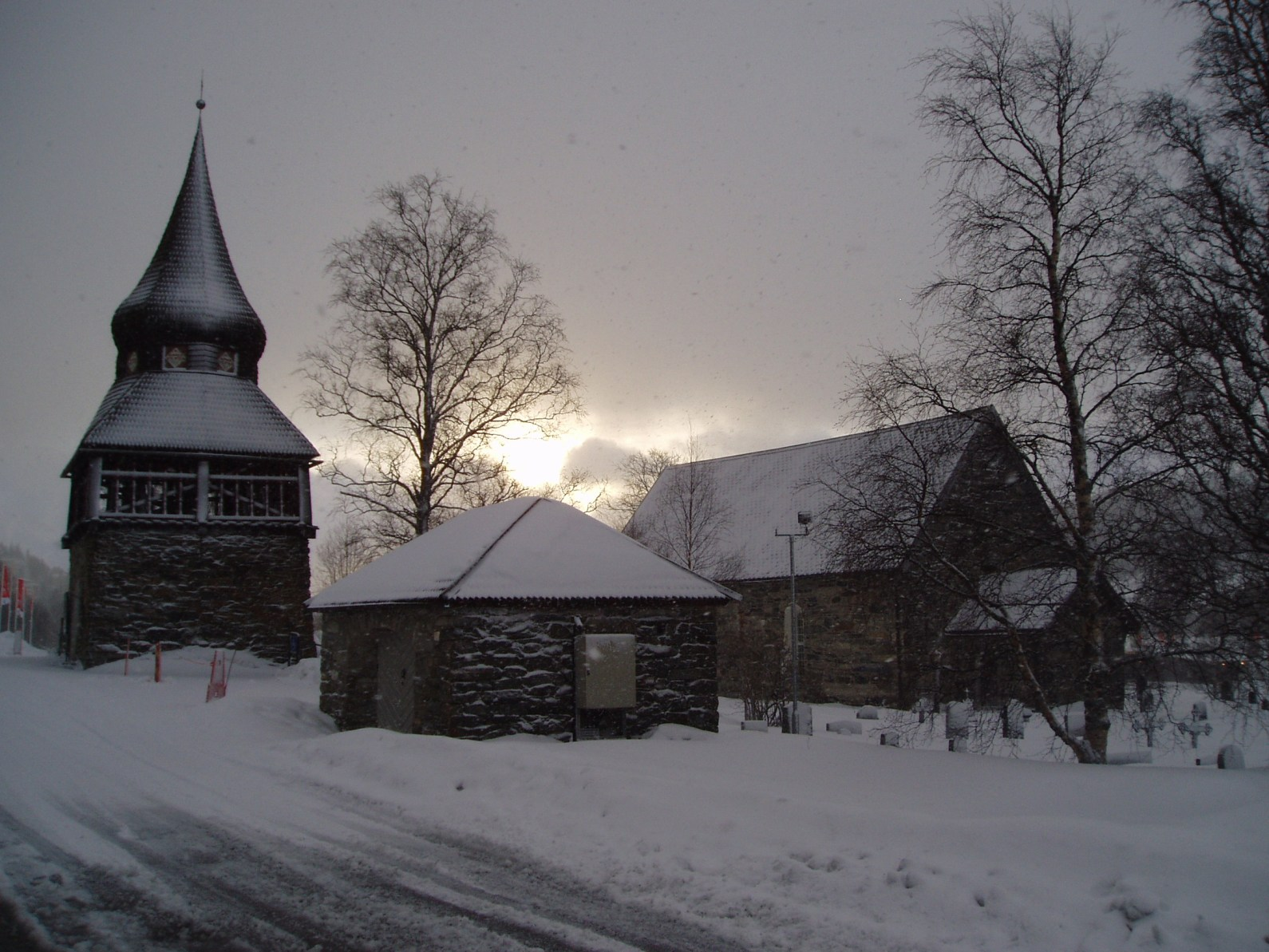
Åre gamla kyrka.
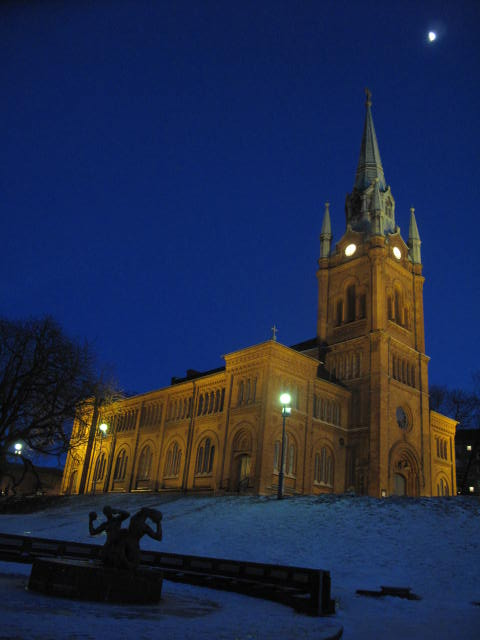
Sankt Pauli kyrka, Göteborg.
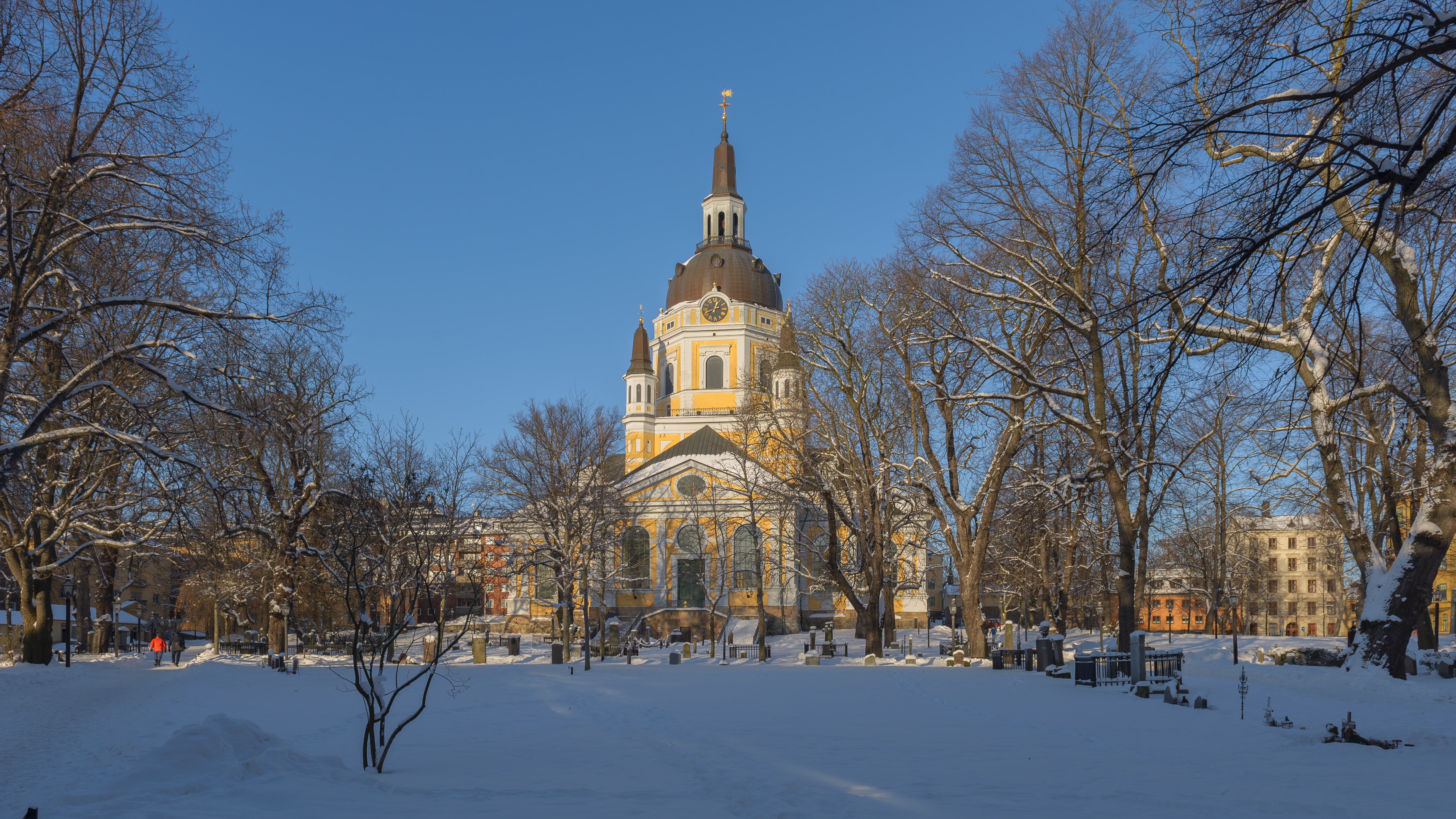
Katarina kyrka, Stockholm.
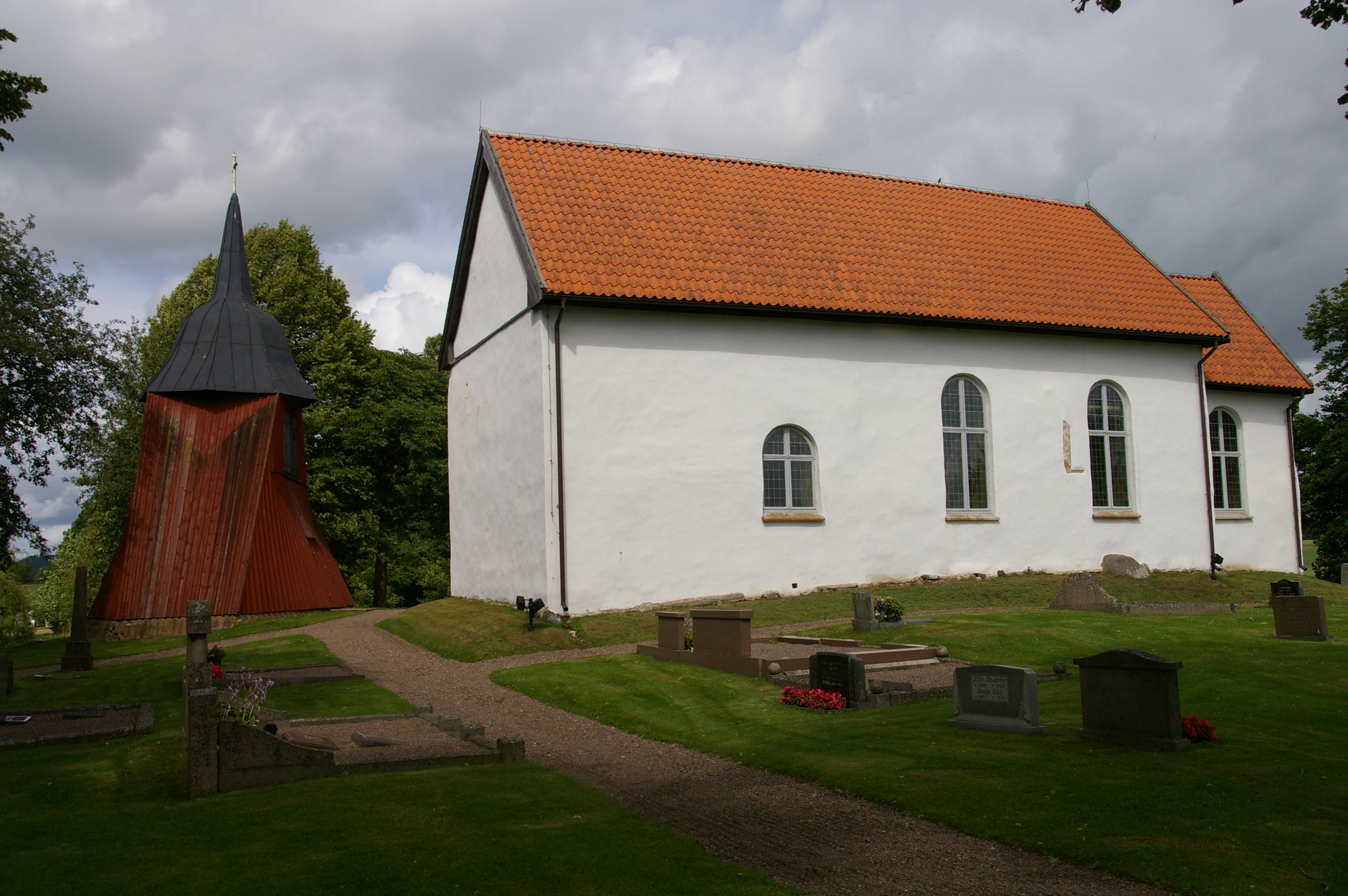
Marka kyrka, Falköpings kommun.
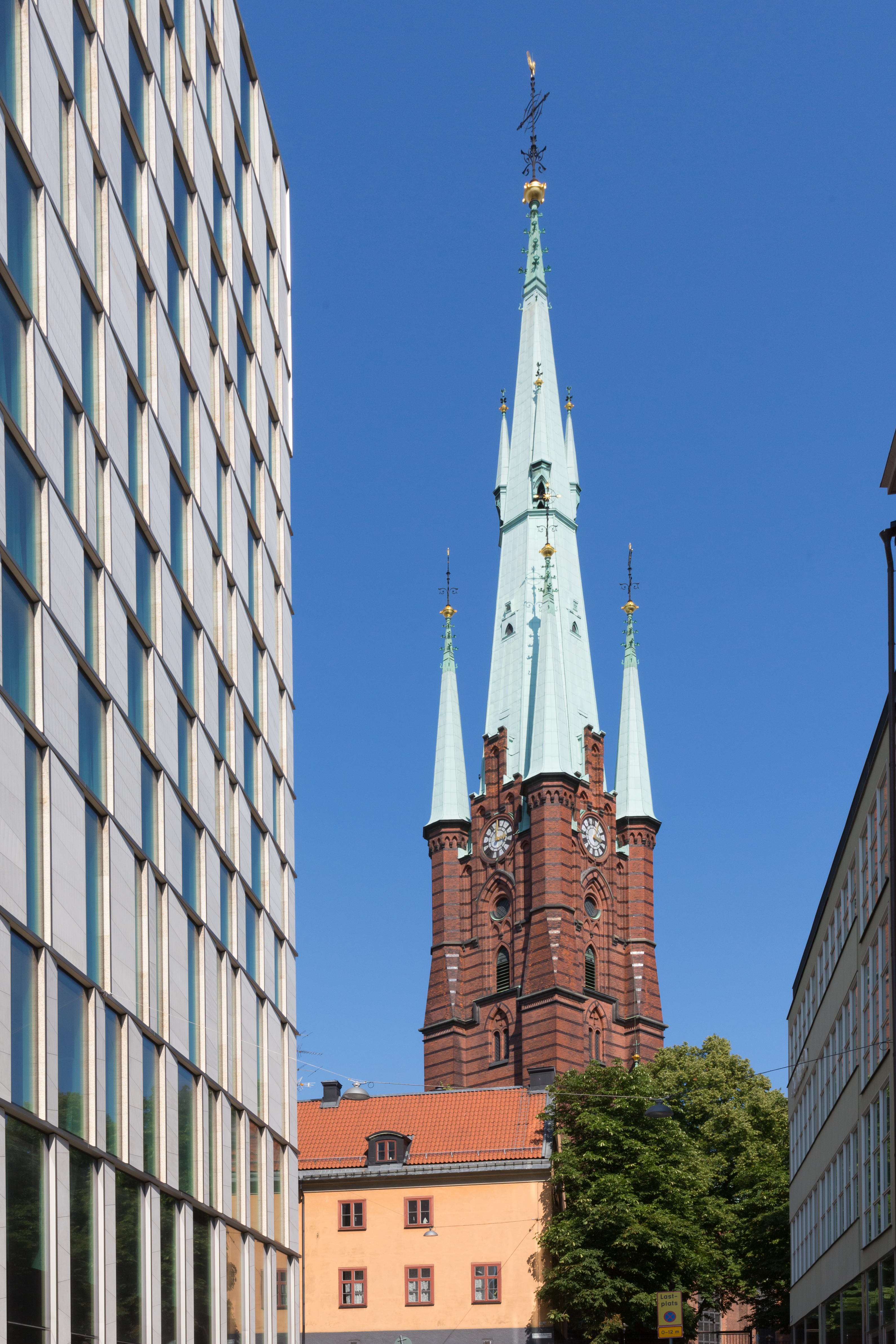
Klara kyrka, Stockholm.
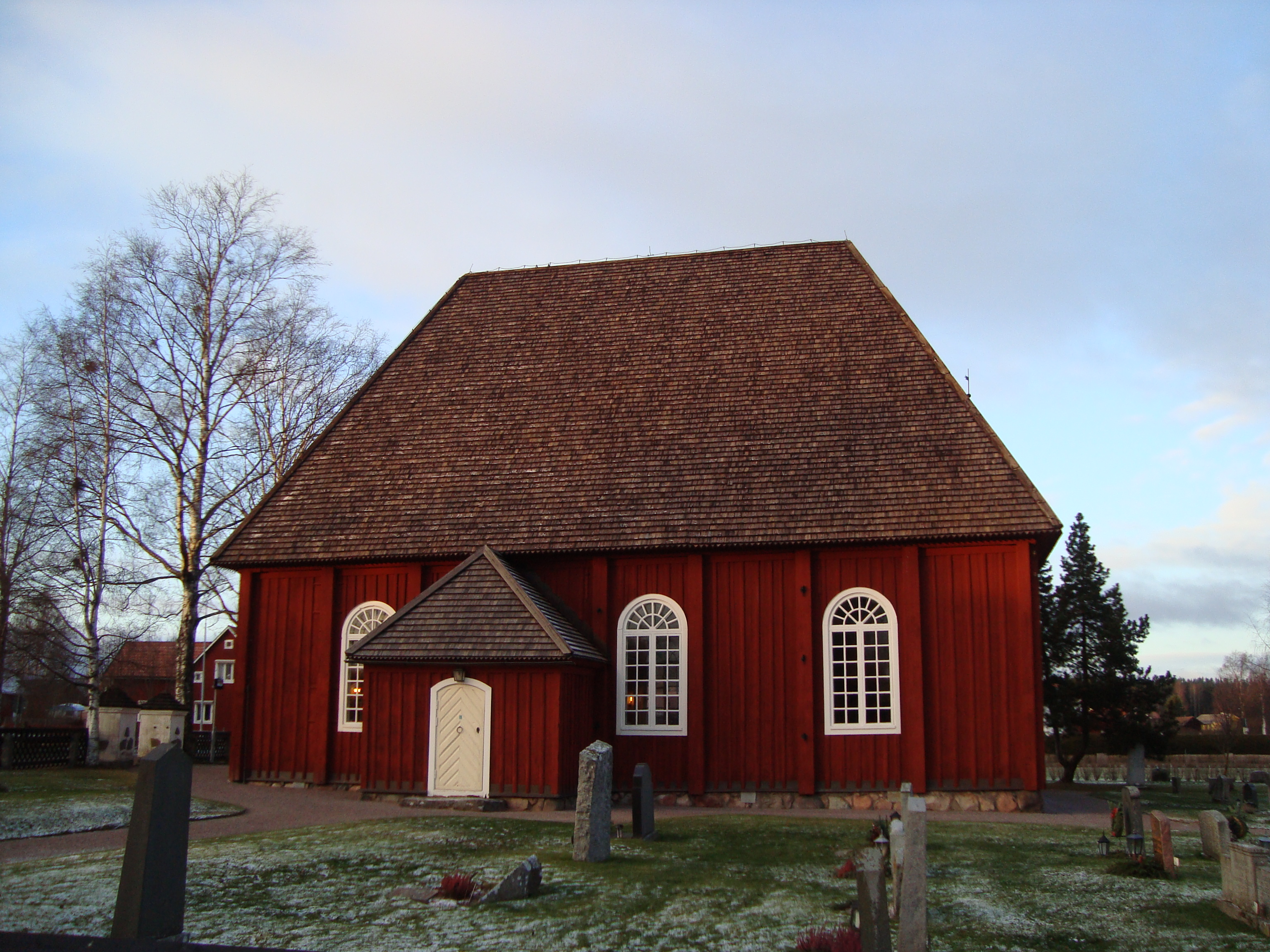
Amsbergs kapell, Borlänge kommun.
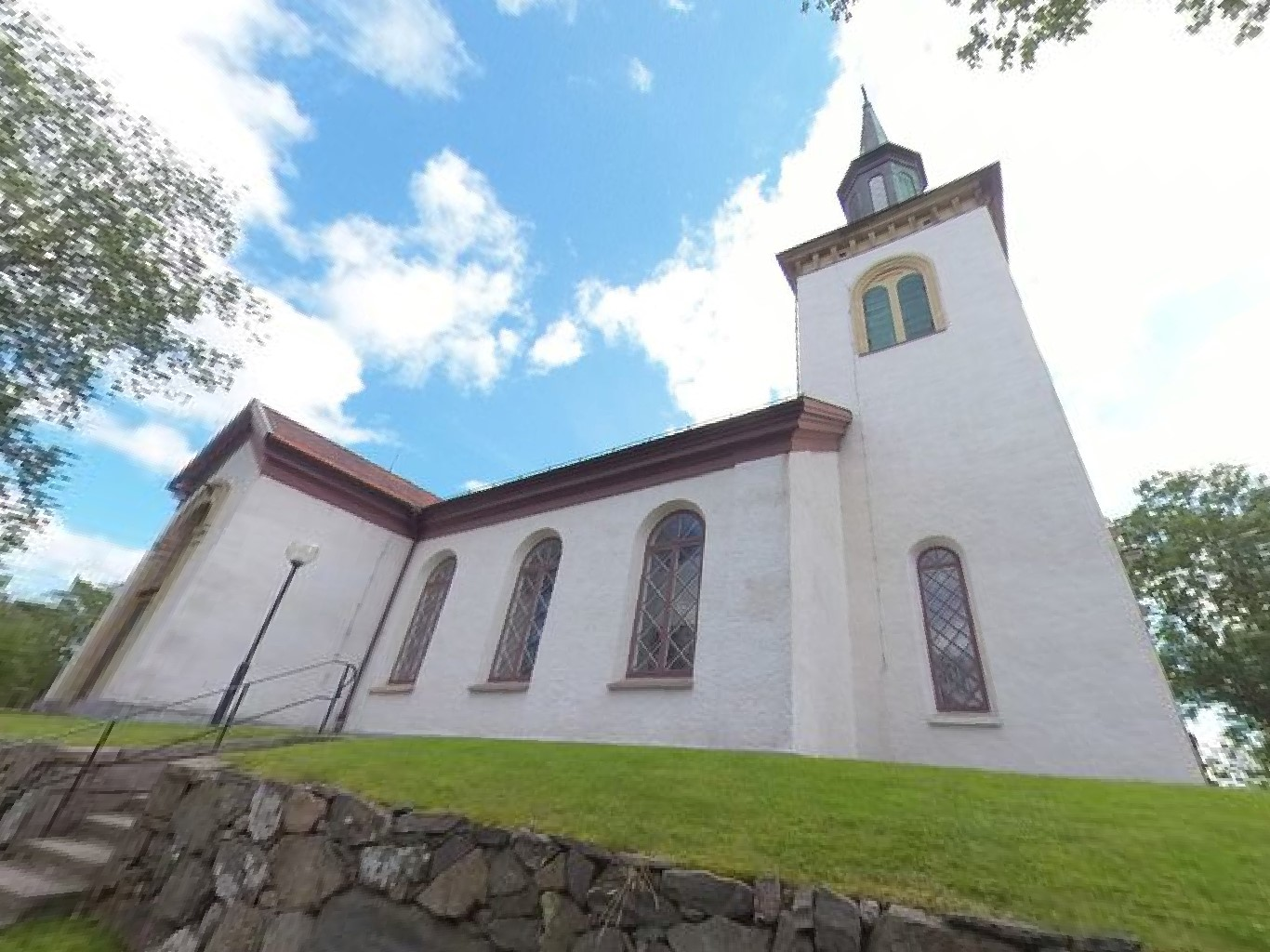
Ytterby kyrka, Ytterby.
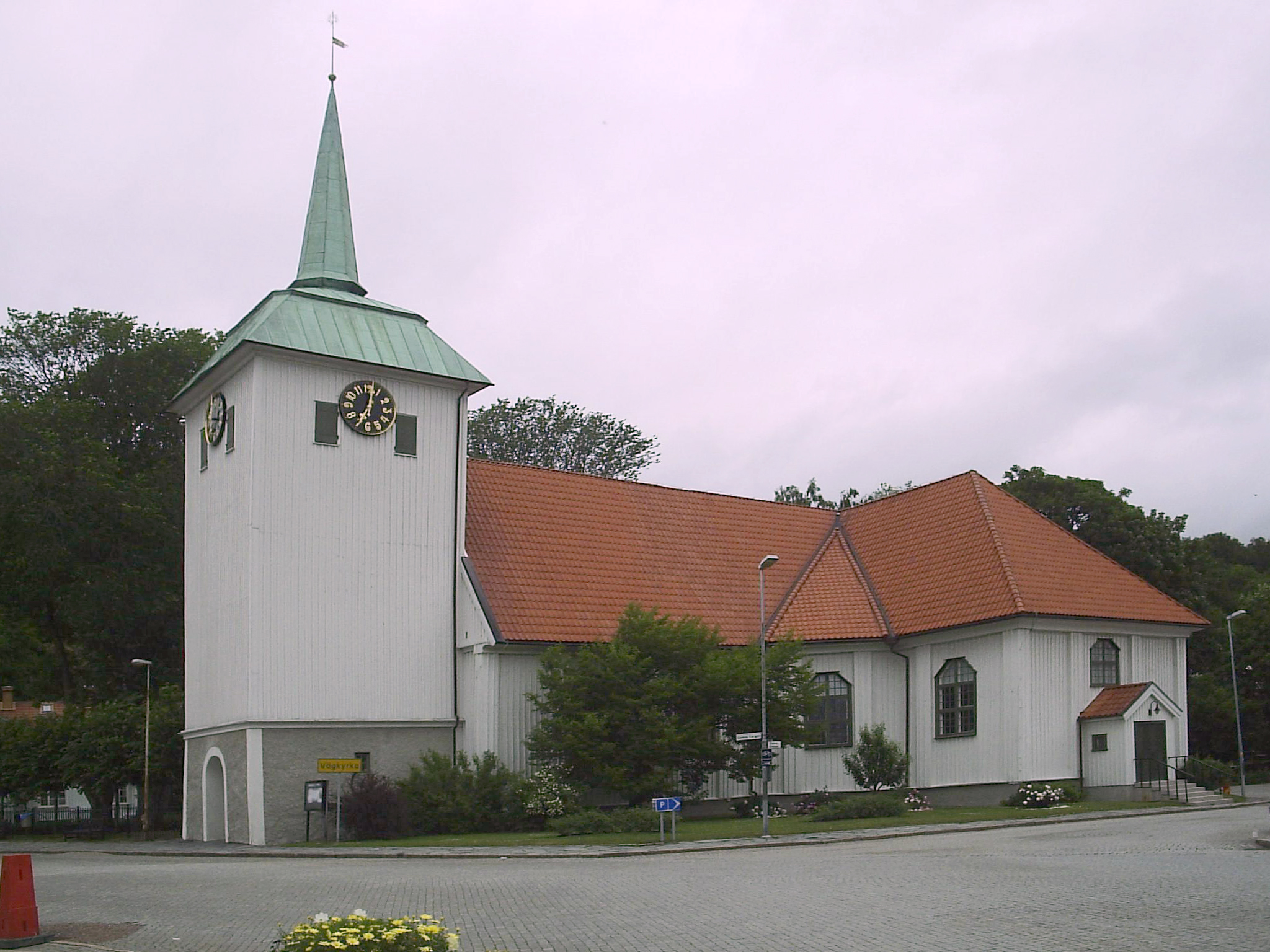
Kungälvs kyrka, Kungälvs kommun.
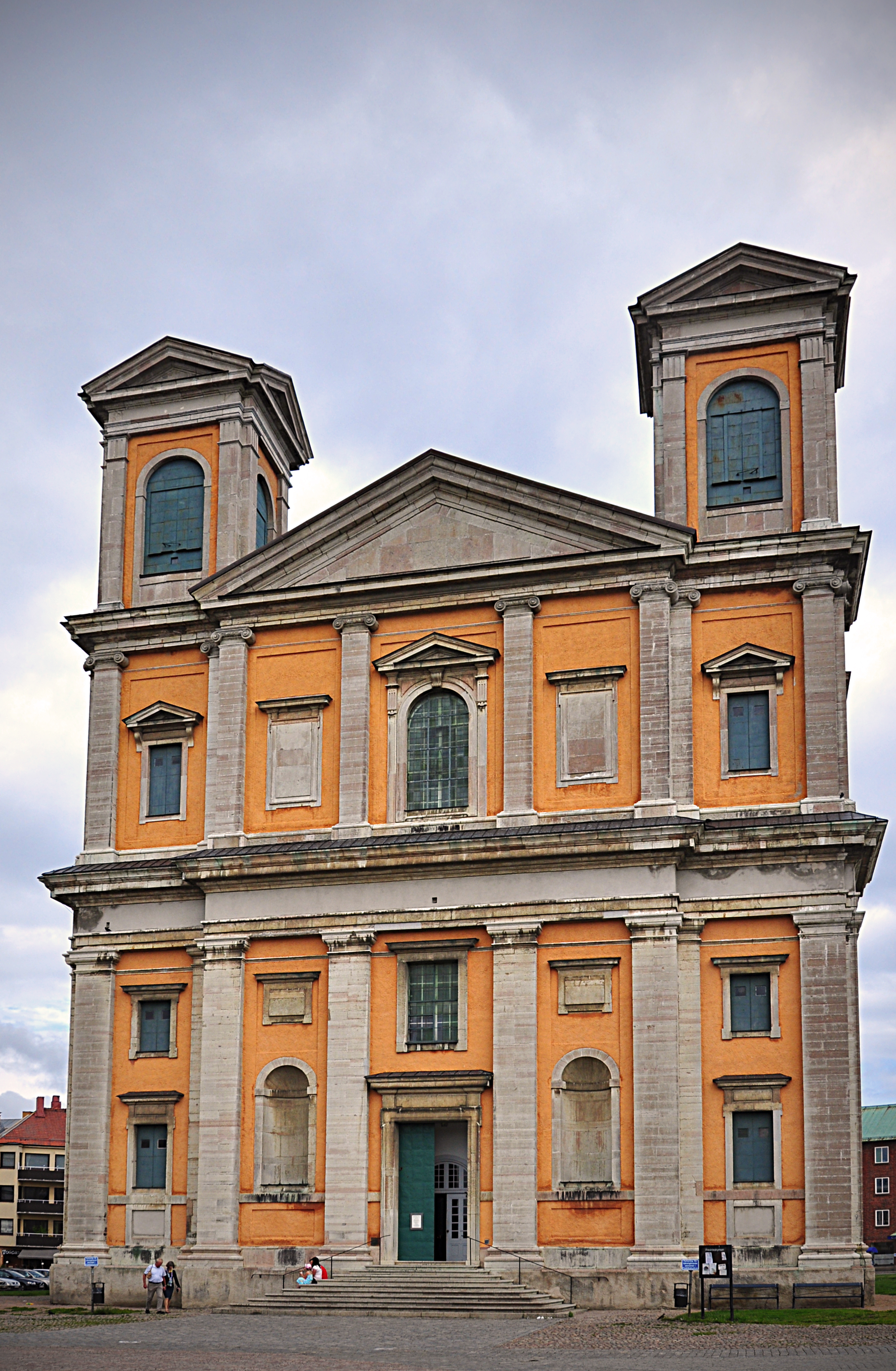
Fredrikskyrkan, Karlskrona.
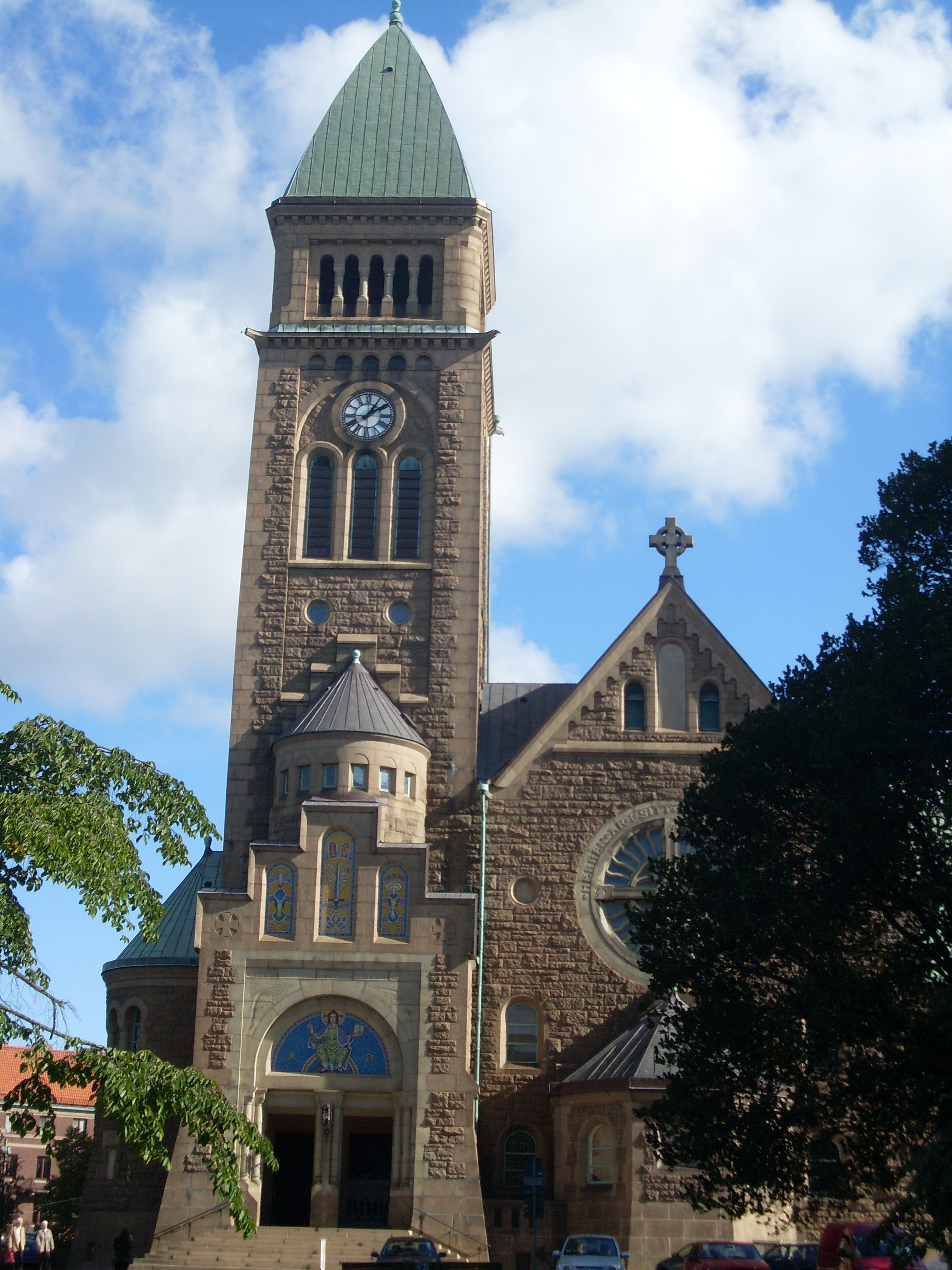
Vasakyrkan, Göteborg.